# 2018
Évszázadok: 20. század – 21. század – 22. század
Évtizedek: 1960-as évek – 1970-es évek – 1980-as évek – 1990-es évek – 2000-es évek – 2010-es évek – 2020-as évek – 2030-as évek – 2040-es évek – 2050-es évek – 2060-as évek
Évek: 2013 – 2014 – 2015 – 2016 –  2017 – 2018 – 2019 – 2020 – 2021 – 2022 – 2023

## Események

### Január
- január 1.
  - Újévi üzenetében a hidegháború vége óta nem látott „nukleáris fenyegetettségre és a klímaváltozás veszélyeire” figyelmeztet António Guterres, az Egyesült Nemzetek Szervezetének főtitkára.[1]
  - Bulgária átveszi Észtországtól az Európai Unió soros elnökségét, mely tisztséget a rotációban hat hónapig tölti be, és júliustól az év második felére Ausztriának ad tovább.[2]
  - Megnyílik a világ legnagyobb szabályozott marihuánapiaca Kaliforniában, ahol is szabaddá vált a cannabisalapú termékek rekreációs célú fogyasztása. (Az USA-ban először Colorado állam legalizálta a füvet, majd Washington, Oregon, Alaszka és Nevada követte.)[3]
  - Az előző évi provokatív nukleáris és rakétatesztjeit követően Kim Dzsongun észak-koreai diktátor váratlan fordulattal felajánlja, hogy országa részt vesz a dél-koreai Phjongcshangban tartandó téli olimpián.[4]
  - Magyarország – Tatabányán a helyi tömegközlekedés üzemeltetését az állami KNYKK Zrt-től a város tulajdonában álló T-Busz Tatabányai Közlekedési Kft. veszi át.
- január 6. – A Pannonhalmához tartozó negyven örökfogadalmas szerzetes Hortobágyi T. Cirill főmonostori perjelt választja meg Szent Márton monostora új főapátjának.[5]
- január 9. – A Romániai Magyar Demokrata Szövetség (RMDSZ), a Magyar Polgári Párt (MPP) és az Erdélyi Magyar Néppárt (EMNP) közös állásfoglalást ír alá az erdélyi magyar autonómiaelképzelések összehangolásáról.[6]
- január 12–13. – A leadott szavazatok majd 40 százalékával, a hivatalban lévő államfő, Miloš Zeman nyeri a cseh elnökválasztás első fordulóját. (Mivel a győzelemhez a szavazatok több mint felének a megszerzésére lett volna szükség, így a január 26–27-iki második fordulóban kell hogy megmérettesse magát a második helyen végző Jiří Drahošsal, a cseh tudományos akadémia korábbi elnökével szemben.)[7]
- január 15. – A román Szociáldemokrata Párt (PSD) végrehajtó bizottsága megvonja a bizalmat Mihai Tudose kormányfőtől, aki válaszul bejelenti lemondását.[8]
- január 15–22. – Ferenc pápa dél-amerikai látogatása, melynek során ellátogat Chilébe és Peruba.[9]
- január 16.
  - Klaus Johannis román államfő felmenti Mihai Tudose kormányfőt,[10] és a korábbi nemzetvédelmi minisztert, Mihai Fifort nevezi ki ügyvivő miniszterelnöknek.[11] (Az ügyvivő kormány korlátozott jogkörökkel vezeti tovább az országot, amíg a parlament beiktatja Románia következő kormányát.)[12]
  - Törökország – előkészítő légi és tüzérségi csapások sorozatával – megtámadja Szíria északnyugati részén fekvő Afrín városát és környékét, amely szíriai kurd felkelők uralma alatt áll, és amely el van vágva a többi szíriai kurd területtől.[13][14]
- január 17.
  - A román államfő Viorica Dăncilă európai parlamenti képviselőt – a kormányzó PSD–ALDE szociálliberális koalíció jelöltjét[15] – bízza meg kormányalakítással.[16]
  - Lemond az Andrej Babiš vezette cseh kisebbségi kormány, amely egy nappal korábban nem kapott bizalmat a parlamentben.[17]
- január 21. – A török különleges erők – két helyen átlépve a szíriai határt – megindítják szárazföldi hadműveletüket az Iszlám Állam ellen harcoló Kurd Népvédelmi Egységek (YPG) nevű milícia ellenőrizte északnyugat-szíriai Afrín térségében.[18] (Bassár el-Aszad szíriai elnök nyilatkozatban ítéli el a támadást és a terrorizmus támogatásával vádolja meg Törökországot. Az iráni külügyminisztérium a török behatolás azonnali leállítását követeli.)[19]
- január 24. – Miloš Zeman cseh államfő elfogadja az Andrej Babiš vezette kisebbségi kormány lemondását, és az új kabinet megalakulásáig felkéri a politikust az ügyvivői teendők ellátására, ugyanakkor új kormányalakítási tárgyalásokkal bízza meg.[20]
- január 26.  – Kasganji összecsapás
- január 26–27. – A cseh elnökválasztás második fordulója eredményeként ismét Miloš Zeman lesz a köztársasági elnök.[21]
- január 29. – Bizalmat szavaz a bukaresti parlament a Viorica Dăncilă vezette új román kormánynak,[22] majd a kabinet a Cotroceni-palotában, Klaus Johannis államfő jelenlétében leteszi hivatali esküjét.[23]

### Február
- február 1. Harcok törnek ki két migránscsoport között a francia Calais kikötőjében. A harcokban 5 embert meglőttek, további 17 egyéb módon sérült meg.[24]
- február 4.
  - Általános választás Costa Ricában
  - Alkotmánymódosító népszavazás Ecuadorban
- február 5.
  - Ilham Aliyev azeri államfő elnöki rendeletben írja elő, hogy az október 17-ére tervezett elnökválasztást hozzák előre április 11-re.[25]
  - Szükségállapotot hirdet Maumún Abdul maldív elnök a szigetországot sújtó politikai válság miatt. (A biztonsági erők behatolnak a legfelsőbb bíróság épületébe, miután az államfő elutasította, hogy végrehajtsa annak politikai foglyok szabadon engedéséről szóló ítéletét. Ugyanakkor a rendőrség letartóztatja a legfelső bíróság néhány tagját, a főügyészt és a volt elnököt, Maumún Abdul ellenzéki vezetőt.)[26]
- február 9. – A téli olimpia megnyitóünnepségén az észak-koreai delegációban megjelenik Kim Dzsongun húga, Kim Jodzsong, aki találkozik Mun Dzsein dél-koreai elnökkel, és tolmácsolja bátyja javaslatát egy Korea-közi csúcstalálkozóra.[4]
- február 10. – Az észak-írországi katolikus párt, a Sinn Féin rendkívüli kongresszusán Mary Lou McDonaldet választják a pártelnöki tisztségről lemondó Gerry Adams utódjának. (Az alelnöki posztra a párt észak-írországi tagozatának vezetőjét, Michelle O’Neillt választották, aki a párt 2017 márciusban meghalt alelnökét, Martin McGuinnesst követi a tisztségben.)[27]
- február 14.
  - A floridai Parkland városban, a Marjory Stoneman Douglas Középiskolában az iskola egy volt diákja egy félautomata gépkarabéllyal az iskolában fegyveres mészárlást hajt végre. A támadás során 17 személyt megöl és 15-öt súlyosan megsebesít.[28]
  - Bejelenti azonnali hatályú lemondását a Dél-afrikai Köztársaság – 2009 óta hivatalban lévő – elnöke, a korrupciós botrányok sorozatába keveredett Jacob Zuma, akit a kormányzó Afrikai Nemzeti Kongresszus (ANC) már korábban elmozdított pártelnöki tisztéből.[29]
- február 16.
  - A magyar kormány a tömeges bevándorlás okozta válsághelyzetet további 6 hónappal, 2018. szeptember 7-ig meghosszabbítja. (A döntést kihirdető kormányrendeletben nincs indoklás.)[30]
  - Ferenc pápa – elfogadva a főmonostori konvent választásának eredményét – Hortobágyi T. Cirill perjelt pannonhalmi főapáttá, illetve a Pannonhalmi Területi Apátság ordináriusává nevezi ki. (Hortobágyi Cirill a 996-ban alapított monostor 87. apátja, Szent Asztrik apát nyolcvanhatodik utóda.)[5]
- február 20. – Az Országgyűlés – a 2018. évi I. törvénnyel – január 13-át a Vallásszabadság Napjává nyilvánítja.[31]
- február 25. – Márki-Zay Péter független, valamennyi ellenzéki párt által támogatott jelölt nyeri a hódmezővásárhelyi időközi polgármester-választást.[32]

### Március
- március 1.
  - A Magyar Nemzeti Bank megújított 1000 forintos címletű bankjegye megjelenik a készpénzforgalomban.[33]
  - A magyar kormány bejelenti, hogy tájékoztató kampányt indít az ENSZ-nek a migránsok kötelező befogadásáról szóló állítólagos határozatáról.[34][35]
- március 4. – Előrehozott parlamenti választások Olaszországban,[36] melyen egyik politikai erő sem tudott abszolút többséget szerezni. (Az elitellenes 5 Csillag Mozgalom kapja a legtöbb szavazatot, a képviselőházban a voksok 32,2%-át szerezve meg. A Matteo Salvini vezette szélsőséges Északi Liga a szavazatok 17,7%-ával a legerősebb a 37%-ot szerzett jobboldali szövetségen belül, míg a Forza Italia 13,4%-ot kap.)[37]
- március 7. – A Phenjanban tett látogatását követően Csang Euj-jong dél-koreai nemzetbiztonsági főtanácsadó közli, hogy Kim Dzsongil hajlandó az USA-val megvitatni Észak-Korea nukleáris arzenáljának a sorsát.[4]
- március 9. – A phenjani tárgyalásairól a Fehér Házban beszámoló dél-koreai delegáció átadja Donald Trumpnak Kim Dzsongil meghívását egy csúcstalálkozóra, amit az amerikai elnök rögvest elfogad.[4]
- március 11.
  - Nemzetgyűlési választások Kubában. (Az állam által jóváhagyott jelölteket öt évre választják be az alkotmányozó és törvényhozó jogkörrel felruházott Néphatalmi Nemzetgyűlésbe.)[38]
  - Kínában eltörlik a kétmandátumos korlátot az elnöki poszt betöltésére.[39]
- március 12.
  - A kormány stabilitásának megőrzése érdekében bejelenti lemondását Róbert Kaliňák szlovák belügyminiszter, akinek távozását követelte az ellenzék a Ján Kuciak oknyomozó újságíró meggyilkolása nyomán kialakult belpolitikai válságban.[40]
  - Elkezdődik a dél-damaszkuszi offenzíva.
- március 13. – Donald Trump amerikai elnök bejelenti, hogy meneszti tisztségéből Rex Tillerson külügyminisztert.[41]
- március 14.
  - Miután a szlovén legfelsőbb bíróság megsemmisítette a kormány csaknem egymilliárd eurós kiemelt projektjéről rendezett népszavazás eredményét – azzal az indokkal, hogy a kampányt a kabinet állami pénz felhasználásával finanszírozta – Miro Cerar miniszterelnök a kormány rendkívüli ülésén bejelenti lemondását.[42]
  - Megalakul a negyedik Merkel-kormány Németországban. (Angela Merkel 2005 óta tölti be folyamatosan a kancellári tisztséget. A 16 tagú kabinetben 7 nő kapott tárcát.)[43]
- március 15.
  - 70 év elteltével ismételten megnyitják a közönség előtt a Szépművészeti Múzeum Román csarnokát.[44]
  - A brit, az amerikai, a francia és a német kormány közös nyilatkozatban jelenti be, hogy Európában a II. világháború óta első ízben használtak támadó céllal idegmérget. (A Szergej Szkripal és lánya elleni március 4-ei Salisbury-i merényletben használt Novicsok nevű orosz fejlesztésű idegméregről van szó.)[45]
  - A szlovák belpolitikai válság hatására – az előre hozott választások kiírását elkerülendő – Robert Fico miniszterelnök benyújtja lemondását Andrej Kiska államfőnek, aki Peter Pellegrini miniszterelnök-helyettest bízza meg a kormányalakítással.[46]
- március 17. – 
  - A kínai parlament – újabb öt évre, ellenszavazat nélkül – újraválasztja államfőnek Hszi Csin-pinget.[47]
  - Hóvihar Magyarországon
- március 18. – Elnökválasztás Oroszországban, melynek eredményeként a hivatalban lévő államfő, Vlagyimir Putyin – már az első körben – újabb hatéves mandátumot szerez.[48]
- március 21. – Beiktatják hivatalába az új pannonhalmi főapátot, Hortobágyi T. Cirillt.[49]
- március 22.
  - Megalakul a Peter Pellegrini vezette új szlovák kabinet.[50]
  - Maumún Abdul maldív elnök feloldja az országban a – közel másfél hónapja bevezetett – szükségállapot.[51]
- március 25. – A német hatóságok elfogják az egyebek között lázadás és zendülés miatt körözés alatt álló egykori katalán vezetőt, Carles Puigdemontot. (A spanyol legfelsőbb bíróság két nappal korábban adott ki európai elfogató parancsot ellene a függetlenségi népszavazás és az egyoldalú elszakadást rögzítő nyilatkozat elfogadása során betöltött szerepe miatt.)[52]
- március 26. – Kina bevezeti a nyersolaj határidős tőzsdei üzletet. Ezzel megszületik a petroyuan.[53][53]
- március 26. – Bizalmat szavaz a pozsonyi törvényhozás a hatalmon lévő szlovák koalíció új összetételű kormányának.[50]
- március 26–28. – Egyiptomi elnökválasztás.[54] (Abdel Fattáh el-Szíszi egyiptomi elnököt több mint 90%-os szavazataránnyal újraválasztották.)[55]
- március 27. – Kim Dzsongun észak-koreai pártfőtitkár – a 2011-es hatalomra kerülése óta – először tesz hivatalos külföldi látogatást. (Pekingben megbeszéléseket folytatott Hszi Csin-ping kínai elnökkel, s ismételten kijelentette, hogy kész feladni atomfegyvereit.)[56]

### Április
- április 5. – Schleswig-Holstein német tartomány illetékes bírósága úgy határoz, lázadás vádjával nem lehet kiadni Spanyolországnak Carles Puigemondt volt katalán elnököt, akit a spanyol legfelső bíróság által közzétett európai elfogatóparancs alapján vettek őrizetbe.[57]
- április 6.
  - Korrupcióért, hatalommal való visszaélésért és más bűnökért első fokon 24 év börtönre ítélik Pak Kunhje volt dél-koreai államfőt.[58]
  - Najib Razak malajziai kormányfő az állami televízióban jelenti be, hogy április 7-ei hatállyal feloszlatja a törvényhozást, melyhez megkapta V. Muhammad szultán hozzájárulását.[59]
- április 7.
  - Feladja magát a hatóságoknak Luiz Inácio Lula da Silva volt brazil államfő, miután a legfelső bíróság úgy döntött, hogy meg kell kezdenie a pénzmosásért és korrupcióért kiszabott 12 éves börtönbüntetését.[60]
  - A szír kormányerők vegyi támadást hajtanak végre a Damaszkusz melletti – kormányellenes lázadók kezén lévő, kelet-gútai – Dúma városa ellen.[61] Orbán Viktor bejelenti a Fidesz–KDNP 2018-as választási győzelmét
- április 8.

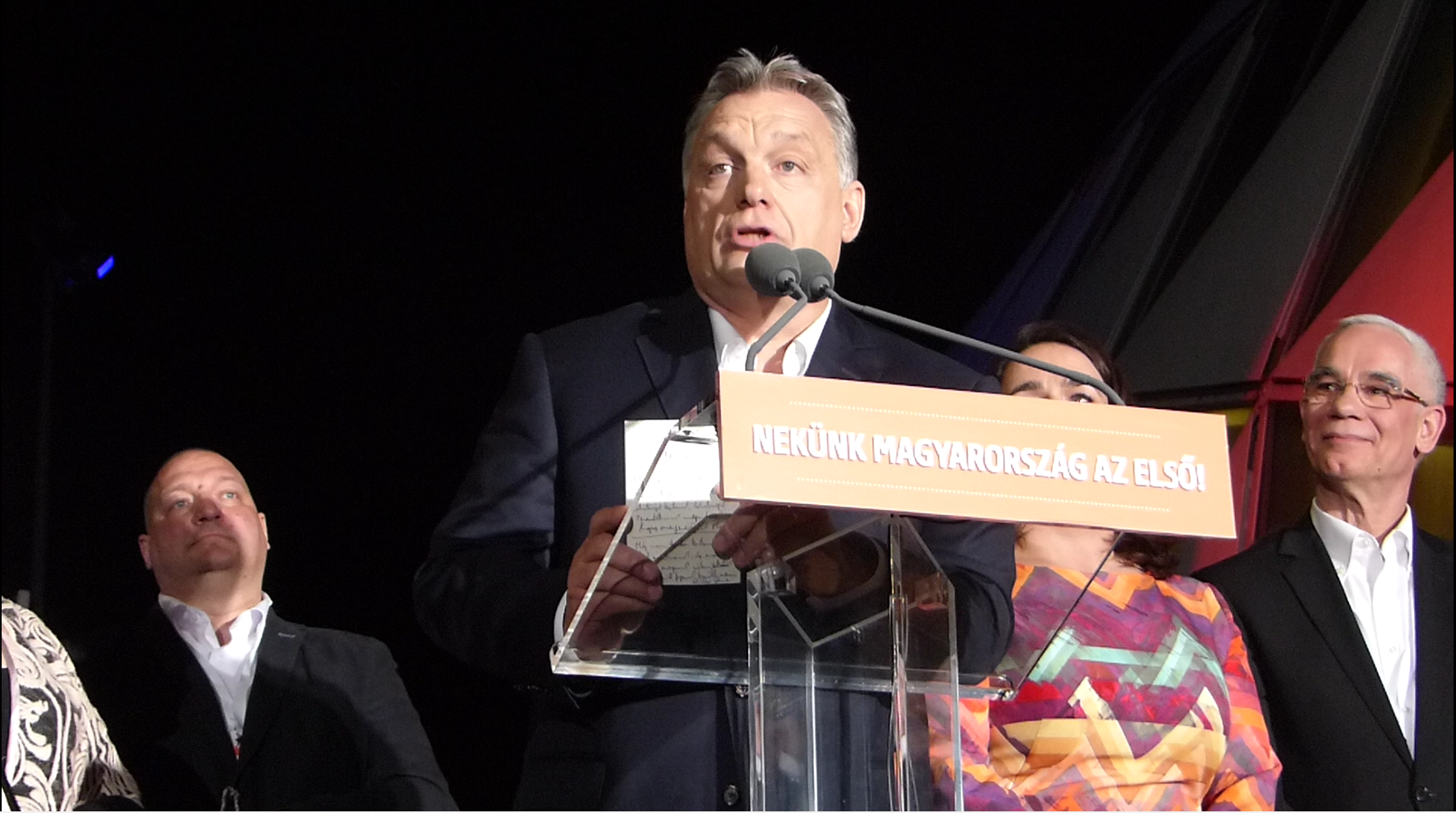
Orbán Viktor bejelenti a Fidesz–KDNP 2018-as választási győzelmét

  - Országgyűlési választás Magyarországon,[62] mely a FIDESZ–KDNP ismételt kétharmados győzelmével zárult, miután a 199 fős parlamentben – a leadott szavazatok 49,27%-ával – 133 mandátumot sikerült megszereznie.[63] (A második helyen végzett a Jobbik 19,06%-kal, az MSZP–Párbeszéd pártszövetség 11,91%-ot szerzett, míg az LMP 7,06%-kal, a DK pedig 5,37%-kal ugyancsak bekerült a parlamentbe. Nem jutott be a Momentum a megszerzett 3,06%-ával, továbbá a Kétfarkú Kutya Párt (1,73%) és az Együtt (0,66%) sem.)[64]
  - Bejelenti lemondását Vona Gábor (Jobbik)[65] és Molnár Gyula (MSZP) a pártelnöki,[66] míg Hadházy Ákos (LMP) a társelnöki pozíciójáról.[67]
- április 10. – A Lánchíd Rádió éjféltől beszünteti adását.[68]
- április 11.
  - Megszűnik a Magyar Nemzet napilap és annak online verziója, az mno.hu.[69]
  - Előrehozott elnökválasztás Azerbajdzsánban, mely a 15 éve hivatalba lévő államfő, Ilham Aliyev győzelmével zárul. (Választási győzelmével Aliyev további hét évig hivatalában marad, mivel a 2016. szeptember 26-i alkotmánymódosító népszavazáson az elnök mandátumát ötről hét évre hosszabbították meg.)[25]
  - Lemond az országos főrabbi, Frölich Róbert.[70]
- április 14. – Az Egyesült Államok – együttműködve az Egyesült Királysággal és Franciaországgal – légicsapásokat mér a szír kormányerőkre, válaszul az április 7-i Dúma városában elkövetett vegyifegyver-támadásra.[61]
- április 15. – Montenegróban a Szocialisták Demokratikus Pártjának (DPS) jelöltje, Milo Đukanović nyeri az elnökválasztást.[71]
- április 17. – Örményországban miniszterelnökké választják Szerzs Szargszjánt, aki az elmúlt tíz évben államfőként vezette az országot.[72]
- április 18. – Nicaraguában tiltakozások kezdődnek a kormányzat adóemelési és nyugdíjcsökkentési tervei ellen, de a tüntetők később már Daniel Ortega államfő távozását és új választások kiírását követelik. (A tiltakozók és az ellenük fellépő állami karhatalom és a fegyveres kormánypárti aktivisták összecsapásaiban 2018 júliusáig 351-en haltak meg.)[73]
- április 19. – Miguel Díaz-Canelt, a kubai államtanács korábbi első alelnökét választják a karibi ország új elnökének.[74]
- április 21. – Észak-Korea bejelenti, hogy felfüggeszti nukleáris és rakétakísérleteit, és bezárja a kísérleti atomrobbantásokra használt helyszínt.[4]
- április 23. – Tíz napig tartó tüntetéssorozat után lemond Szerzs Szargszján örmény miniszterelnök. (Posztjáról azt követően mondott le, amikor kiderült, hogy a hadsereg egyik elit alakulata is átáll az ellenzéki tüntetőkhöz. A hatalmat a korábbi miniszterelnöknek, Karen Karapetjánnak adta át.)[75]
- április 27. – A harmadik Korea-közi csúcstalálkozó Panmindzsonban, melynek végén Kim Dzsongun észak-koreai vezető és Mun Dzsein dél-koreai elnök közös nyilatkozatot ad ki. (A Panmindzson Nyilatkozatot az egész napos tárgyalások, és a két vezető félórás négyszemközti „beszélgetését” követően adták ki, mely szerint a két vezető együtt dolgozik majd a Koreai-félsziget teljes atomfegyver-mentesítéséért, és hogy formálisan – még ebben az évben – lezárják az 1950–53 között zajló koreai háborút.)[76]

### Május

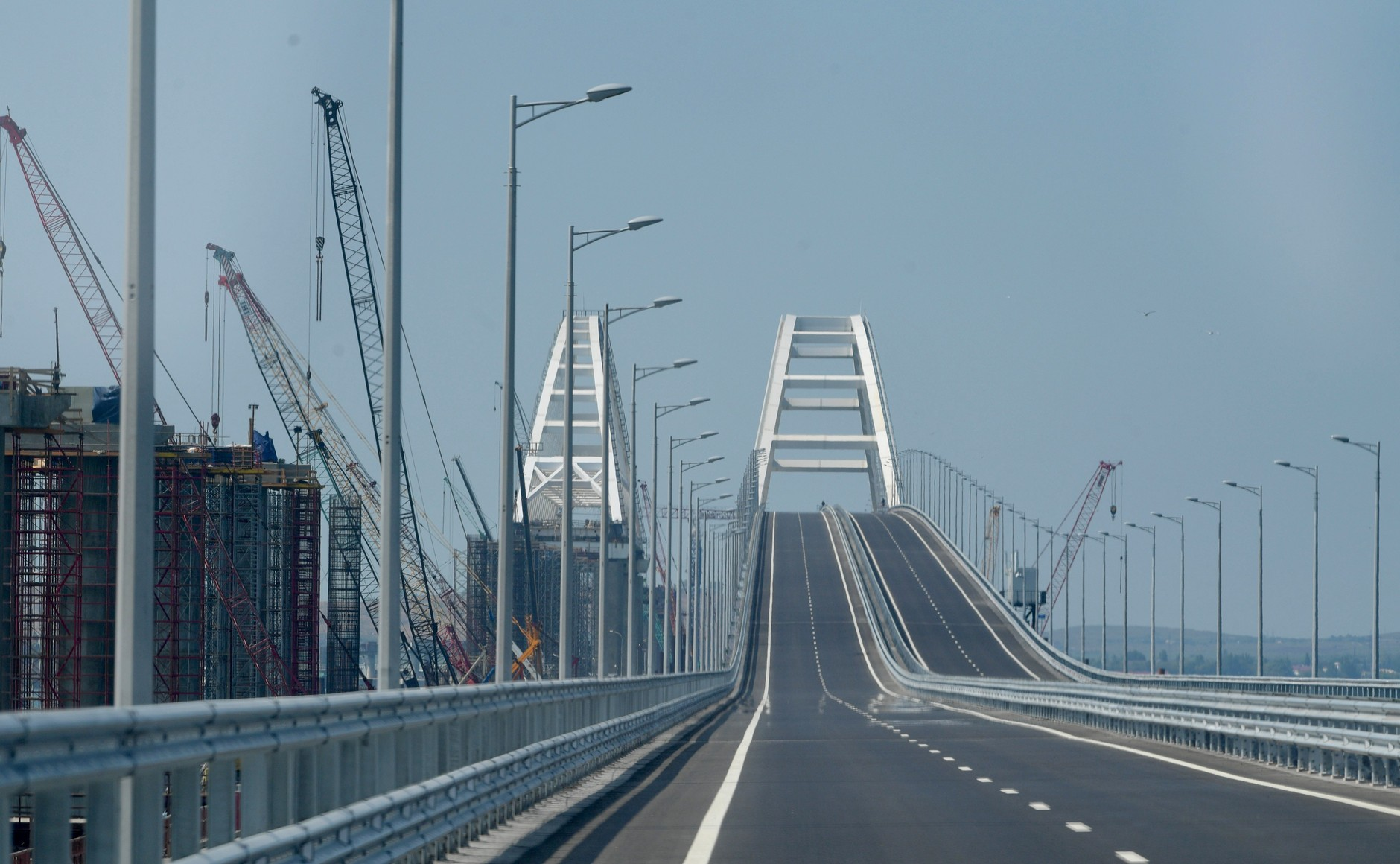
A Krími híd a megnyitás előtt

- május 1. – Szombathelyen boldoggá avatják Brenner Jánost, az 1956-os forradalom utáni kommunista megtorlások egyik első vértanúját.[77]
- május 5. – Jean-Claude Juncker, az Európai Bizottság elnöke beszédet mond Karl Marx szobrának avatásán a németországi Trierben.[78]
- május 6. – A Hezbollah síita szervezet nyeri a parlamenti helyek több mint felét a libanoni választásokon.[79]
- május 7.
  - Áder János köztársasági elnök felkéri az új kormány megalakítására Orbán Viktort, a 2018-as országgyűlési választáson győztes Fidesz–KDNP-pártszövetség miniszterelnök-jelöltjét.[80]
  - Negyedszerre is beiktatják elnöki tisztségébe Vlagyimir Putyint. (Az elnök Dmitrij Medvegyev – 2012 óta hivatalban lévő – miniszterelnököt bízta meg a kormányalakítással.)[81]
  - Kim Dzsongun újra találkozik Hszi Csin-pinggel, és megegyeznek a stratégiai együttműködés erősítéséről.[4]
- május 8.
  - Az új összetételű Országgyűlés alakuló ülése.[82] (Az Országgyűlés ismét Kövér Lászlót választotta házelnöknek,[83] míg az Országgyűlés háznagyává Mátrai Mártát.)[84]
  - Az örmény törvényhozás megválasztja az ország új miniszterelnökét, Nikol Pasinjánt.[85]
- május 9. – Előrehozott parlamenti választás Malajziában,[86] melyen a Mahathir bin Mohamad exkormányfő vezette Pakatan Harapan (PN, a Remény Szövetsége) választási koalíció nyer.[87]
- május 10. – Az Országgyűlés negyedszerre választja Orbán Viktort Magyarország miniszterelnökévé.[88]
- május 12.
  - Sneider Tamást választják elnökké a Jobbik tisztújító kongresszusán.[89]
  - Parlamenti választást tartanak Irakban,[90] melyen a Muktada asz-Szadr hitszónok vezette radikális síita pártszövetség, az asz-Szajrún végez az első helyen.[91]
- május 14.
  - Felavatják az Egyesült Államok új, Jeruzsálembe átköltöztetett nagykövetségét. (A Donald Trump elnök által elrendelt jeruzsálemi nyitás napján a Gáza-övezet és Izrael határán kitört zavargásokban több mint ötven palesztin halt meg. A költöztetést annak ellenére rendelték el, hogy az új amerikai követség csak évekkel később épül fel, s így csupán a jeruzsálemi amerikai konzulátus épületét „nevezték ki” nagykövetségnek.)[92]
  - A barcelonai parlament a katalán függetlenség erőteljes támogatójának számító Quim Torrát választja a tartomány elnökévé.[93] (Torra, mint az Együtt Katalóniáért párt jelöltje a szavazás második körében, egyszerű többséggel nyerte el az elnökséget, miután a május 12-ei első szavazáson nem kapta meg a 135 tagú parlament abszolút többségének a támogatását.)[94]
- május 15. – Létrejön az Oroszország és az Ukrajnától elfoglalt Krím-félsziget közötti közvetlen összeköttetés, miután átadják a krasznodari határterület és a félszigetet összekötő – közel 19 km hosszú – hidat. (A hídon elsőként Vlagyimir Putyin orosz államfő hajtott végig.)[95]
- május 16. – Korom Ferenc altábornagy váltja fel[96] Benkő Tibor vezérezredest a Honvéd Vezérkar főnöki beosztásban.[97]
- május 18. – Leteszik esküjüket a negyedik Orbán-kormány miniszterei.[98]
- május 19. – Harry brit királyi herceg feleségül veszi Meghan Markle amerikai színésznőt a windsori kastély Szent György kápolnájában, 600 meghívott jelenlétében. (Az esküvőn a brit tradíciók keveredtek az afroamerikai kultúrával.)[99]
- május 20. – Előrehozott elnökválasztás Venezuelában, melyen – 68%-os többséggel – a hivatalban lévő elnök, Nicolás Maduro újabb hatéves mandátumot szerez.[100]
- május 23. – Kormányalakítási megbízást ad Sergio Mattarella olasz államfő Giuseppe Conténak, a két populista párt, az 5 Csillag Mozgalom (M5S) és a jobboldali radikális, bevándorlásellenes Északi Liga (LN) közös kormányfőjelöltjének.[101]
- május 25. Alkotmánymódosító népszavazás Írországban
- május 26. – 
  - Korea-közi csúcstalálkozó
  - Az LMP székesfehérvári tisztújító kongresszusán megválasztják a párt két új társelnökét, Szél Bernadettet és Keresztes László Lórántot. (Az elnökség titkára Kanász-Nagy Máté lett.)[102]
- május 27. – Giuseppe Conte miniszterelnökjelölt visszaadja a kormányalakítási megbízást Sergio Mattarella elnöknek, miután az megvétózta jelöltjének, Paolo Savonának gazdasági miniszteri kinevezését.[103]
- május 28. – Szakértői kormány megalakítására kéri fel Sergio Mattarella olasz államfő a Nemzetközi Valutaalap (IMF) korábbi szakértőjét, Carlo Cottarelli közgazdászt.[103]
- május 31. – Az olasz államfő újabb kormányalakítási megbízatást ad Giuseppe Conténak.[104]

### Június
- június 1.

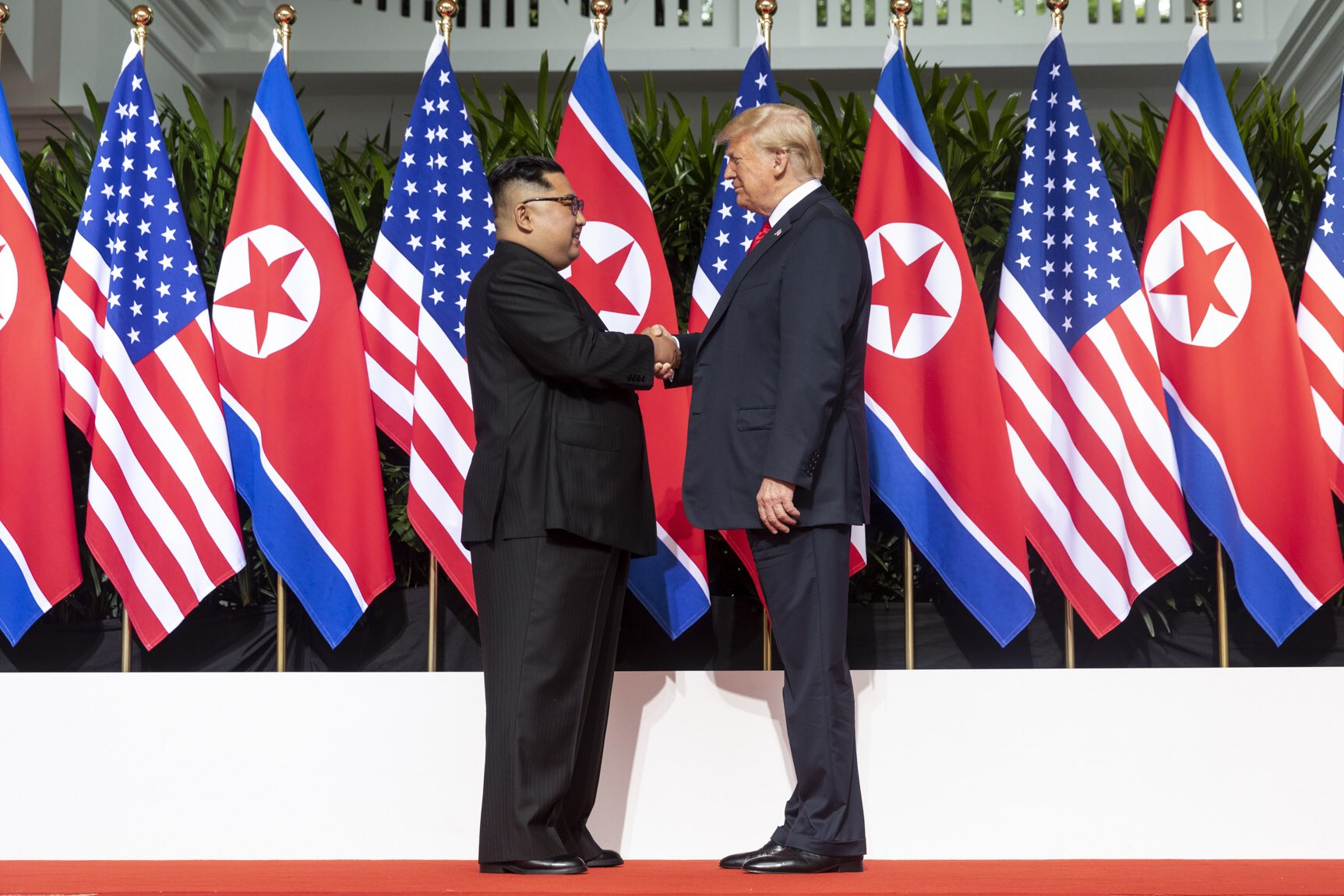
Kim Dzsongun és Donald Trump találkozója

  - Korrupciós botránya miatt elbukja a – Spanyol Szocialista Munkáspárt (PSOE) által benyújtott – bizalmatlansági indítványt a Mariano Rajoy vezette néppárti kormány Spanyolországban.[105] (A szavazást már másnap követte a vezérváltás, amikor Pedro Sánchez – a PSOE pártelnöke – letette hivatali esküjét VI. Fülöp király előtt, a Madrid melletti Zarzuela-palotában.)[106]
  - Rómában a Giuseppe Conte vezette – euroszkeptikus M5S és a jobboldali Liga közös – kormánya leteszi esküjét.[104]
- június 2. – Megszűnik az Együtt – a Korszakváltók Pártja.[107]
- június 3. – Előrehozott parlamenti választások Szlovéniában, melyen a – Janez Janša volt miniszterelnök vezette – jobboldali Szlovén Demokrata Párt (SDS) szerepel a legjobban.[108]
- június 4. – A megszorító intézkedések elleni, több napon át tartó haragos tüntetések után lemond a jordániai kormányfő, Hani Mulki. (II. Abdullah jordán király a Világbank volt közgazdászát, Omar Razzazt bízza meg az új kormány megalakításával.[109] Razzaz 28 fős kormánya – melyben a királyság történetében először kap helyet hét nő – június 14-én teszi le hivatali esküjét.)[110]
- június 7.
  - Kizárja a Jobbikból Toroczkai Lászlót – korábbi alelnököt, Ásotthalom polgármesterét – a párt fegyelmi bizottsága.[111]
  - Beiktatják hivatalába a Pedro Sánchez vezette új spanyol kormányt. (A beiktatási ünnepségen elmaradtak a vallási jelképek – a Biblia és a feszület, ahogy a kormányfő eskütételekor is –, először a spanyol demokrácia négy évtizedes történetében.)[112]
- Június 8. véglegesen megszűnik a Malév, mert törlik a cégjegyzék-nyilvántartásból.
- június 12. – Donald Trump amerikai elnök és Kim Dzsongun észak-koreai vezető történelmi csúcstalálkozója Szingapúr Sentosa nevű szigetén. (A két vezető által aláírt dokumentumban az észak-koreai vezetés ismét elkötelezte magát a Koreai-félsziget teljes atomfegyver-mentesítése mellett, az Egyesült Államok pedig biztonsági garanciákat vállal.)
- június 15. – Elindult Magyarország legújabb Országos kereskedelmi rádiója, a Retro Rádió, ahol a volt CLASS FM helyén fogható 18 adóteleppel.[113][114]
- június 17. – A kolumbiai elnökválasztás második fordulója, mely Iván Duque Márquez győzelmével zárul.[115]
- június 23. – Ásotthalmon zászlót bont a Mi Hazánk Mozgalom, elnöke Toroczkai László.
- június 24. – A hivatalban lévő Recep Tayyip Erdoğan elnök nyeri – a 87%-os részvétellel megtartott – előre hozott török elnökválasztást. (Az elnökválasztással egyidőben rendezett parlamenti választásokon a kormányzó Igazság és Fejlődés Pártjának (AKP) nem tudott abszolút többséget szerezni, csak a vele szövetségben induló Nemzeti Mozgalom Pártjával (MHP). A kurdbarát Népi Demokratikus Párt elérte a parlamentbe jutás 10%-os küszöbét.)[116]
- június 27. – Csehországban beiktatják az Andrej Babiš vezette második, új összetételű kormányt.[117]
- június 28. – Áder János köztársasági elnök részleges kegyelmet ad Geréb Ágnesnek, akinek így nem kell fogházba vonulnia, de az ítélet többi része alól nem mentesül.[118]
- június 30. – A belgrádi főpályaudvarról kigördül az utolsó vonat, ezzel bezár 134 év után az állomás.[119]

### Július
- július 1. – Ausztria átveszi Bulgáriától az Európai Unió Tanácsának soros elnökségét, mely tisztséget hat hónapig tölti be.[120]
- július 9. – Recep Tayyip Erdoğan újraválasztott török államfő eskütételével végrehajtói elnöki rendszer lép életbe, ezzel új korszak kezdődik Törökországban.[121]
- július 10. – Befejeződik a több hétig tartó Tham Luang-barlangi mentőakció, melynek során 12 gyereket és egy felnőttet mentenek ki egy esőzések által elárasztott thaiföldi barlangból.
- július 12. – A prágai parlament bizalmat szavaz Andrej Babiš kormányának.[122]
- július 23. – Tűzvész tör ki Görögországban, Athéntól 10 km-re keletre, Máti körzetében.[123] (A kiszáradt növényzet tizenöt különböző helyen kapott lángra, a szél pedig 120 km/h-s sebességgel vitte tovább a lángokat. A 83 halálos áldozatot és több mint 200 sebesültet követelő katasztrófát az első vizsgálatok szerint gyújtogatás okozta.)[124]
- július 25. – Az Imran Khan vezette Pakisztáni Mozgalom az Igazságért (Tehrik-i-Inszaf – PTI) nevű párt győz a pakisztáni parlamenti választáson. (A 272 mandátumból 115-öt tudott megszerezni.)[125]
- július 29. – Parlamenti választások Kambodzsában. (A 125 fős parlament valamennyi helyét a kormányzó Kambodzsai Néppárt (CPP) szerzi meg.)[126]
- július 30. – Elnökválasztás Zimbabwében, mely a Zimbabwei Afrikai Nemzeti Unió–Hazafias Front (ZANU-PF) jelöltje, Emmerson Mnangagwa elnök győzelmével zárul.[127]

### Augusztus

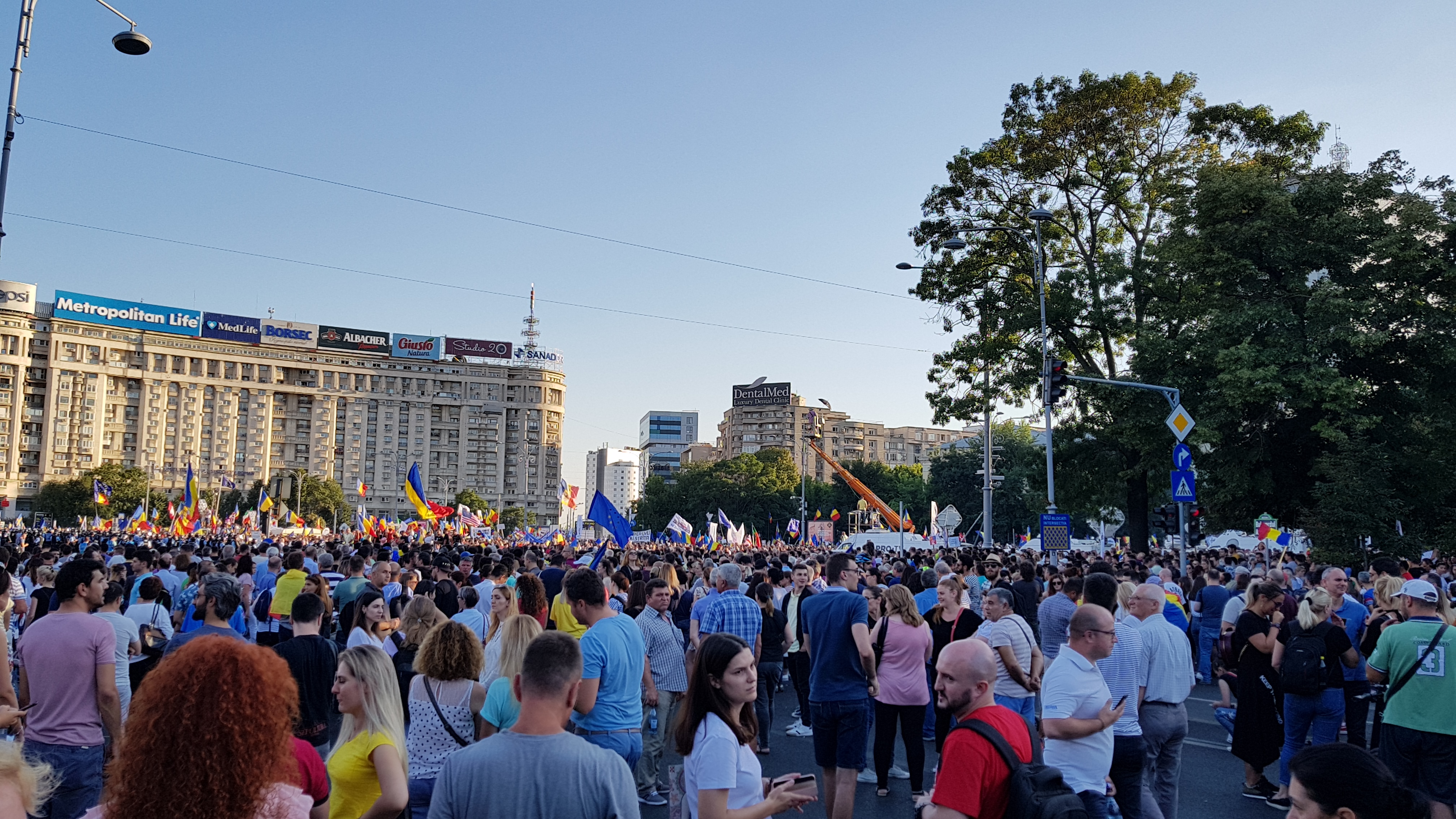
Korrupcióellenes tüntetés Bukarestben augusztus 10-én

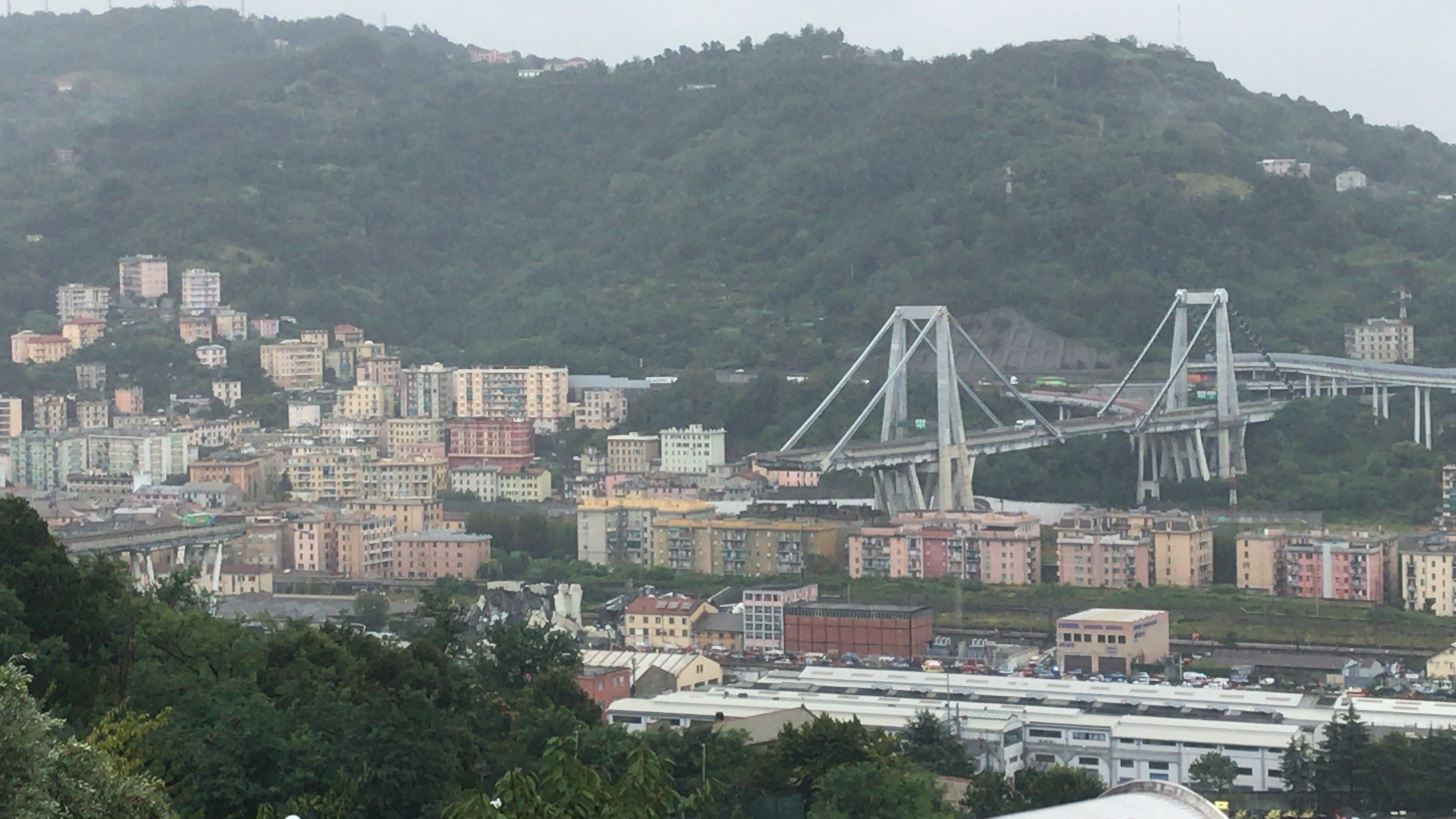
A Morandi híd képe a katasztrófa után

- augusztus 2. – A Vatikán – Ferenc pápa döntése alapján, megváltoztatva korábbi tanítását – elfogadhatatlannak nyilvánítja a halálbüntetést. (A korábbi pápák – még a XX. században is – elfogadták a halálbüntetést, ahogy Ferenc elődje, XVI. Benedek is.)[128]
- augusztus 3. – Ezen a napon kezdik el építeni civil magánkezdeményezésből Gödöllőn a Gödöllői Kerti Vasutat
- augusztus 7.
  - Beiktatják hivatalába Iván Duque Márquez kolumbiai elnököt.[129]
  - Kalifornia történetének legnagyobb erdőtüze pusztít Mendocino térségében.[130]
- augusztus 10. – A külföldön élő románok korrupció- és kormányellenes tüntetést tartanak Bukarestben.[131] (A csendőrség erőszakkal feloszlatja a tüntetést, melynek során 450-en sérülnek meg.)
- augusztus 14.
  - Genovában összeomlik a Polcevera folyón átívelő – 1967 őszén átadott – 45 méter magas Morandi híd egy szakasza. (A katasztrófában 43-an vesztették életüket.)[132]
  - Rádi Pétert választja meg elnökének a Nemzeti Választási Bizottság, miután Patyi András lemondott a posztjáról.[133]
- augusztus 20. – Demény Pál népességkutató kapja a legmagasabb állami kitüntetést, a Szent István-rendet.[134]

### Szeptember
- szeptember 2. – Éjszaka Rio de Janeiróban leég a Brazil Nemzeti Múzeum. (A 200 év alatt felhalmozott gyűjtemény nagy része megsemmisült.)
- szeptember 3. – Magyarország megfigyelői státuszt kap a Türk Tanácsban.[135]
- szeptember 9. – A svédországi parlamenti választásokon a Stefan Löfven miniszterelnök vezette Szociáldemokrata Párt (SAP) szerzi a legtöbb mandátumot. (A 28,4%-kal az élen végző SAP vezetője nagykoalíciót ajánl a 19,8%-kal a második helyre került jobbközép Mérsékelt Pártnak, miután szövetségeseivel, a Baloldali Párttal és a Zöld Párttal együtt csupán 144 helyet szerzett a 349 fős Riksdagban.)[136]
- szeptember 12. – Az Európai Parlament elfogadja a Sargentini-jelentést.[137] (Megkezdődött a Magyarország elleni, az EU-alapszerződés 7. cikkelye szerinti eljárás.)
- szeptember 22. – Előzetes megállapodást köt az Apostoli Szentszék és a Kínai Népköztársaság a katolikus püspökök kinevezési folyamatának rendezéséről. (A megállapodás részeként Ferenc pápa feloldotta valamennyi – a jóváhagyása nélkül kinevezett hét, illetve post mortem egy – állampárti püspök kiközösítését, és elismerte őket az egyház legitim püspökeinek.[138] 2020 végén újabb két évre meghosszabbították a megállapodást.)[139]
- szeptember 28. – 7,5–7,7 erejű földrengések Indonéziában, Celebesz szigetén, Palu városában.[140][141] (A rengéseket szökőár követte, amely Palura és Donggalára csapott le. Több mint 2000-en meghaltak.)
- szeptember 30. – Érvénytelen a Macedónia új nevéről kiírt népszavazás.[142] (Ezzel megakadt az ország EU- és NATO-csatlakozási folyamata.)

### Október
- október 1. – Magyarországon életbe lép a júliusban megszavazott új gyülekezési törvény, ami az 1989-es jogszabályt váltja fel.[143]
- október 2. – Dzsamál Hasogdzsi szaúd-arábiai újságíró eltűnik, miután bemegy Szaúd-Arábia isztambuli konzulátusára.[144]
- október 5. – A Jobbik frakcióülésén kizárják a párt parlamenti képviselőcsoportjából Volner Jánost, a párt alelnökét. (Fülöp Erik és Apáti István önként kilép a frakcióból.)[145]
- október 6.-7. Alkotmánymódosító népszavazás Romániában.
- október 17. – Hajnalban megtiltják a teherhajók forgalmát a Dunán az alacsony, 43–44 cm-es vízállás miatt.[146]
- október 20.
  - A Lehet Más a Politika (LMP) tisztújító kongresszusán kétharmados támogatottsággal Demeter Mártát választják meg Keresztes L. Lóránd mellé társelnöknek.[147]
  - A macedón parlament megszavazza azt az alkotmánymódosítást, mellyel a nyugat-balkáni ország neve Észak-Macedóniára változik. (Macedónia és Görögország júniusban állapodott meg abban, hogy lezárja a Macedónia nevéről szóló, 27 éve húzódó vitát. A megállapodás értelmében Macedónia megváltoztatja a nevét, cserébe pedig Görögország a jövőben nem gátolja a volt jugoszláv tagállam euroatlanti integrációját.)[148]
- október 21. Helyi választások Lengyelországban
- október 29. – Angela Merkel német kancellár bejelenti, hogy nem indul újra pártja, a CDU elnöki posztjáért decemberben.[149] (Az előző napon Hessenben tartott tartományi parlamenti választáson pártja rosszul szerepelt. Megkezdődött Merkel visszavonulása. December 7-én jelöltje, Annegret Kramp-Karrenbauer lett a CDU új elnöke.[150])
- október 29. – Isztambul új repülőterének átadása.

### November
- november 8. – A Sacramentótól északkeletre lévő Plumas erdő peremén tűz üt ki.[151] (Ezzel összesen már három tűz tombol Kalifornia Buttle, Los Angeles és Ventura megyéiben. Legalább 83-an meghaltak és több mint 18 000 épület pusztult el az addigi legtöbb áldozatot követelő tűzvészben.)
- november 12. – Nikola Gruevszki, Macedónia volt miniszterelnöke egy korrupciós bűncselekmény miatt rá kiszabott letöltendő börtönbüntetés elől a magyar hatóságok segítségével illegálisan Magyarországra menekül,[152] ahol egy héttel később menedékjogot kap.[153]
- november 17. – Franciaországban az üzemanyagadó tervezett emelése elleni tiltakozásul az ún. „sárga mellényes” tüntetők országszerte útblokádokat emelnek, és ezzel hetekig tartó tiltakozó mozgalom alakul ki.[154]
- november 23. – A világ legnagyobb, 51,2 kg-os pontyát fogják ki a Balatonederics melletti Euro Aqua Lake-ből.[155][156]
- november 25. – Orosz határőrök tűzharccal elfoglalnak három ukrán hadihajót a Kercsi-szorosban.[157][158]
- november 28. – Ukrajna területének jelentős részén (összesen tíz megyében) 30 napig érvényes hadiállapotot vezetnek be.[159]

### December
- december 1.-Spanyolországban a szennyvízben kimutatják a HCoV 18-at. (Human coronavirus 18)
- december 11.-Terrortámadás  Strasbourgban.
- december 12. – A magyar Országgyűlés elfogadja a munka törvénykönyvének túlóralehetőségét növelő módosítását,[160] a kétszintű közigazgatási bíróság felállításáról[161] és egy országos központi kamerás megfigyelőrendszer létrehozásáról[162] szóló törvényeket. (Az ellenzéki képviselők tiltakozásul elfoglalták a pulpitust, fütyültek, szirénáztak, majd kivonultak az ülésről. Este mintegy 1500 ember tüntetett az Országház előtt.)[163]
- december 13. – Először juttat ki a világűrbe egy űrrepülőgépet egy magánvállalkozás.[164] (Richard Branson Virgin Galactic SpaceShipTwo nevű űrrepülőgépe 82 km-re ért a Földtől.)
- december 19. – Donald Trump amerikai elnök döntése nyomán az USA kivonja katonaságát a polgárháborús Szíriából és Afganisztánból.[165] (Tiltakozásul lemondott Jim Mattis védelmi miniszter.)[166]
- december 21. – Sebastian Kurz osztrák kancellár bukaresti látogatása során jelképesen átadja Klaus Johannis államfőnek az Európai Unió Tanácsának soros elnökségét, amelyet Románia tölt be 2019 első félévében.[167]
- december 22. – Az indonéziai Anak Krakatau vulkán kétharmada a tengerbe dől, és a hegyomlás szökőárt indít el.[168] (Az öt méter magas hullámok elárasztották Nyugat-Jáva és Dél-Szumátra tengerpartjait. 430-an meghaltak és ezren megsérültek.)

### Határozatlan dátumú események
- február – A szlovák hatóságok 25-én holtan találják a nagymácsédi családi házában Ján Kuciak oknyomozó újságírót és menyasszonyát. (Az előre megfontolt szándékkal elkövetett, és profi módon végrehajtott bűncselekményt február 22. és február 25. között követték el ismeretlen tettesek. A gyilkosság hatására március elejére tüntetések sorozata bontakozik ki Szlovákia-szerte, melyeken az újságíró és jegyese meggyilkolásának kivizsgálását és egy hiteles, nem korrupt kormány felállítását követelik a résztvevők.)[169][170]
- március – Nagy-Britannia és az Európai Unió – a Brexit-folyamat keretében – megállapodik a 2020 decemberéig tartó átmeneti időszakról.[171]
- május eleje – A Dominikai Köztársaság diplomáciai kapcsolatokat létesít Kínával, és ezzel egyidejűleg megszakítja Tajvannal.[172]
- május vége – A nyugat-afrikai Burkina Faso 24 év után megszakítja a diplomáciai kapcsolatait Tajvannal, és felveszi Kínával.[172]
- június – II. Erzsébet brit királynő megadja az uralkodói jóváhagyást – a parlament mindkét házában elfogadott – Brexit-törvényhez, amely az ország EU-ból való kilépéséről rendelkezik. (Ezzel a törvény jogerőre emelkedett, és egyben törli a Közös Piachoz csatlakozásról szóló 1972-es törvényt, amely kimondta, hogy az európai integráció által elfogadott jogszabályok elsőbbséget élveznek a londoni parlament által jóváhagyottakkal szemben.)[173]
- július – A jeruzsálemi parlament elfogadja a zsidó nemzetállami alaptörvényt, amely kimondja, hogy Izrael állam a zsidó nép nemzeti otthona, ahol a nemzeti önrendelkezés joga kizárólag a zsidókat illeti meg. (Izraelnek nincs alkotmánya, azt az alaptörvények helyettesítik, a mostani a 14. a sorban.)[174]
- augusztus
  - Szél Bernadett lemond a Lehet Más a Politikában (LMP) betöltött társelnöki posztjáról és szeptember 15-i hatállyal a frakcióvezetőségről.[175] (Október 1-jével nem csak a frakciójából távozik, de a pártból is kilép, csakúgy mint Szabó Szabolcs, és függetlenként folytatják tovább munkájukat.)[176]
  - El Salvador felveszi Kínával a diplomáciai kapcsolatot, míg Tajvannal megszünteti azt.[177]
  - A világ katolikusainak írt levelében Ferenc pápa – a szexbotrányokkal kapcsolatban – úgy fogalmaz, hogy véget kell vetni a „halál kultúrájának” nevezett szexuális visszaéléseknek az egyházon belül.[178]

## Az év témái

### 2018 a tudományban
- január 3. – Bejelentik, hogy újabb Mersenne-prímet találtak. (A 277 232 917-1 szám – amely 23 249 425 számjegyből áll – a legnagyobb jelenleg ismert prímszám.)[179]

Részleges napfogyatkozás

### 2018 a csillagászatban

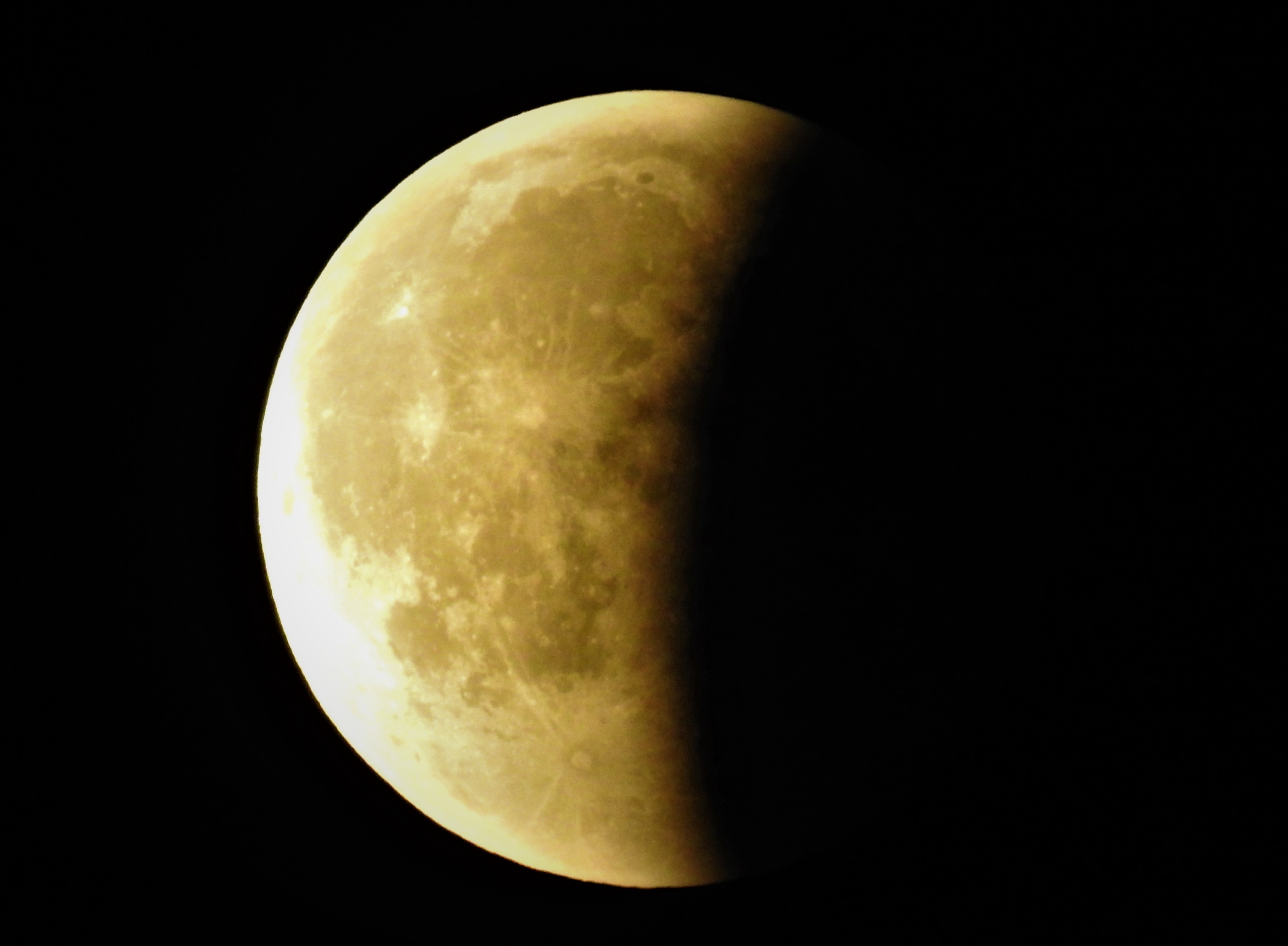
Holdfogyatkozás Magyarországról nézve

- január 31. – Szuperhold, kék hold és vérhold holdfogyatkozás az Egyesült Államokban, Kanada nyugati részében, Kínában, Ausztráliában, az Északi-sarkvidéken és a Csendes-óceánon.
- február 15. – Részleges napfogyatkozás az Antarktisz és Dél-Amerika déli része felett.
- július 27. – A 21. század leghosszabb teljes holdfogyatkozása.[180]
- augusztus 11. – Részleges napfogyatkozás Észak-Európa és Északnyugat-Ázsia felett.

### 2018 a televízióban
- október 26. – 20. születésnapját ünnepelte a Barátok közt című televíziós sorozat, speciális dupla epizóddal.

### 2018 a médiában
- január 1. – Megszűnt a C8, és 24 órás lett a Minimax. A MinDig TV-n a C8-ot a Spektrum Home váltotta fel. Nevet váltott a Chili TV a védjegybitorlási per elvesztése miatt, 2020-ig LiChi TV-ként folytatta tovább a működést.
- január 9. – Részben nevet váltott a Da Vinci Learning, a nappali sáv neve Da Vinci Kids lett.
- Március 1. – Nevet váltott a Spíler TV, és azóta Spíler1 TV-ként működik, ugyancsak tartalomban megváltozik a nyíregyházi Retro Rádió.
- április 30. – Nevet váltottak a Digital Media and Communications Zrt. csatornái: az addigi Story4, a Story5 és a Galaxy csatornákat átnevezték (új) TV4-re, (új) Story4-re és Galaxy4-re, valamint elindult a Film4 is. Ugyancsak megszűnt a Fox magyar adásváltozata is.
- június 15. – Országos frekvenciára költözik a budapesti Retro Rádió, ahol a néhai Danubius Rádió és Class FM szólt, ugyancsak a nyíregyházi 103,9-en elkezdte az adását a Best FM, valamint a budapesti 99,5-ön a Magyar FM.
- június 27. – Nevet váltott a DIGI Film, és Film Now néven folytatja tovább.
- július 9. – Arculatot, valamint 10 év után, logót váltott a Sorozat+.
- augusztus 1. – Adás-vétel a Hír TV-nél, megszűnt a Romance TV.
- augusztus 11. – Elindult a Spíler2 TV.
- október 27. – 1,5 év után megszűnt a Class FM online adása.
- október 29. – Arculatot váltott a Kiwi TV.
- december 31. – 25 év után megszűnt a VIVA Germany és a Comedy Central német adása vette át teljesen a helyét.

### 2018 a sportban
- január 28. – A férfi egyéni döntőjével befejeződik az Australian Open tenisztorna, amelyen a magyar Babos Tímea női párosban arany, míg vegyes párosban ezüstérmet szerzett.
- február 4. – A Philadelphia Eagles megnyeri az amerikaifutball-bajnokság döntőjét, a Super Bowlt.
- február 9. – Elkezdődik a 2018. évi téli olimpia.
- február 22. – A rövidpályás gyorskorcsolya magyar férfiváltó 5000 méteren olimpiai bajnoki címet nyer. Ez Magyarország első téli olimpiai aranyérme.
- február 25. – Stollár Fanny és Georgina García Pérez nyeri a Hungarian Ladies Open tenisztorna páros versenyét.
- február 26. – Az Európai Labdarúgó-szövetség (UEFA) pozsonyi kongresszusán Csányi Sándort, az Magyar Labdarúgó-szövetség (MLSZ) elnökét választják meg a Nemzetközi Labdarúgó-szövetség (FIFA) új alelnökévé.[181]
- március 2. – Márton Anita 19,62 méteres, új országos rekorddal világbajnoki címet nyer női súlylökésben a birminghami fedett pályás világbajnokságon, ezzel ő lesz a magyar atlétika első világbajnoka.[182]
- május 16. – Gianluigi Buffon 17 év után bejelenti távozását a Juventus FC futballklubból.
- május 26. – Az UEFA-bajnokok ligája döntőjében a Real Madrid 3-1-re legyőzi az angol Liverpoolt.
- június 14. – Elkezdődik a 2018-as labdarúgó-világbajnokság, melynek a nyitómérkőzésén az Orosz labdarúgó-válogatott 5-0-ra legyőzi Szaúd-Arábia legjobbjait.
- július 15. – A 2018-as labdarúgó-világbajnokság győztese a francia labdarúgó-válogatott, amely a moszkvai Luzsnyiki Stadionban rendezett döntőben 4–2-re legyőzi a horvát labdarúgó-válogatottat .

### 2018 az irodalomban
- február 14. – Lövétei Lázár László székelyföldi költő és Marin Georgiev bolgár műfordító veszi át a XXII. alkalommal megítélt Balassi Bálint-emlékkard nevű magyar irodalmi díjat, a budai Gellért szállóban rendezett ünnepségen.
- december – A támogatás csökkenése miatt nyomtatott formájában megszűnik az ország vezető zenei havilapja, az 1957 óta megjelenő Muzsika nyomtatott kiadása. (2019 januártól áttérnek az online publikálásra.)[183]

### 2018 a filmművészetben
- január 23. – Bejelentik, hogy Enyedi Ildikó Testről és lélekről című filmje a legjobb idegen nyelvű film kategóriában bekerült az öt legjobb jelölt közé a 2017-es Oscar-díjra.
- március 5. – A 90. Oscar-gálán a legjobb film díját Guillermo del Toro és J. Miles Dale(wd) A víz érintése című filmdrámája kapja. A legjobb női főszereplő Oscar-díját pedig a Három óriásplakát Ebbing határában című filmben játszott szerepéért Frances McDormand veszi át.
- A Magyar Nemzeti Filmalap (Magyar Nemzeti Filmarchívum) kezdeményezésére április 30. a magyar film napja lett annak emlékére, hogy 1901-ben ezen a napon mutatták be az első magyar filmet, Zsitkovszky Béla rendező A táncz című, fekete-fehér némafilmjét.

### 2018 a zenében

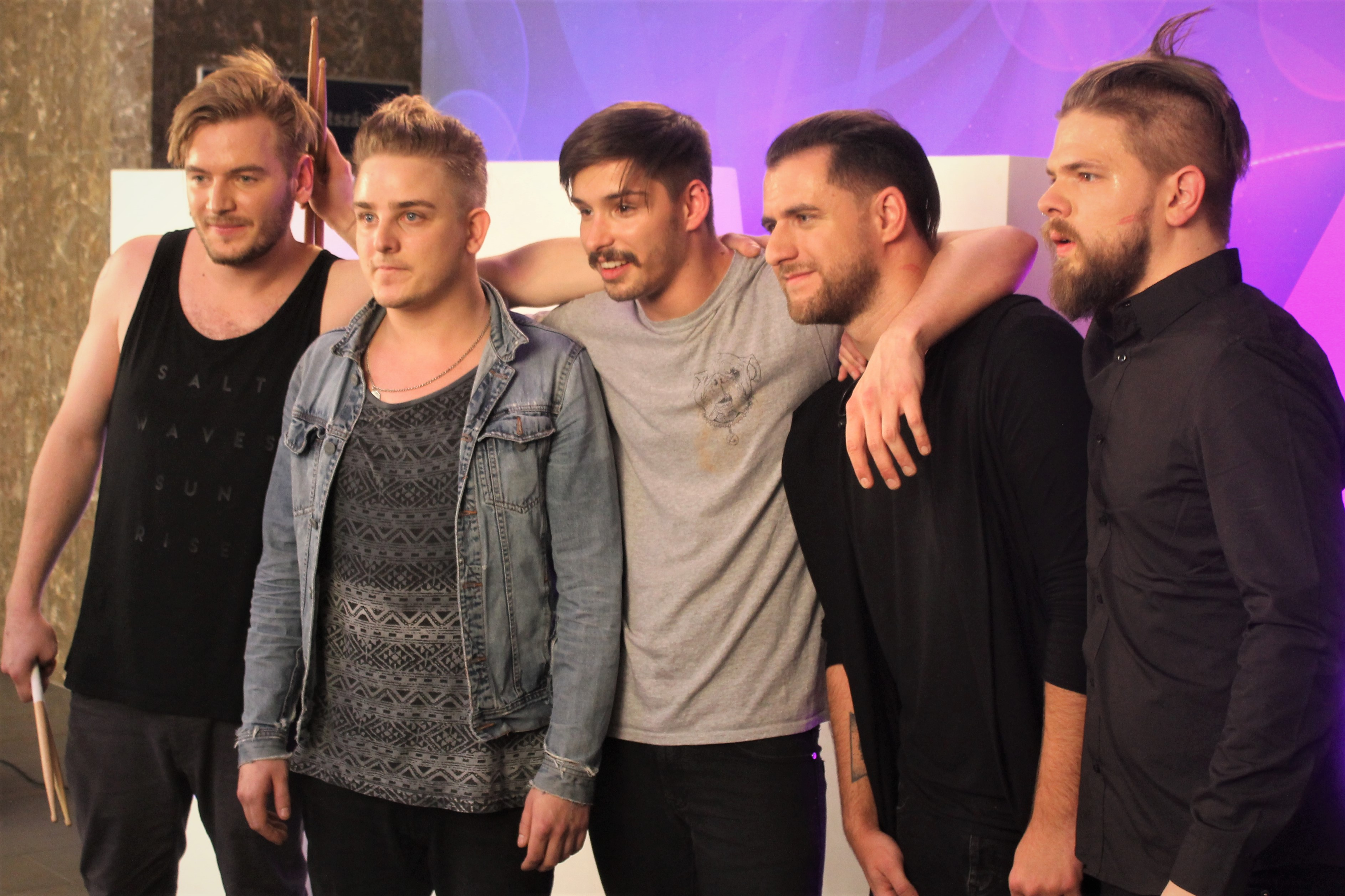
Az AWS, A Dal 2018 győztese a műsor döntője után

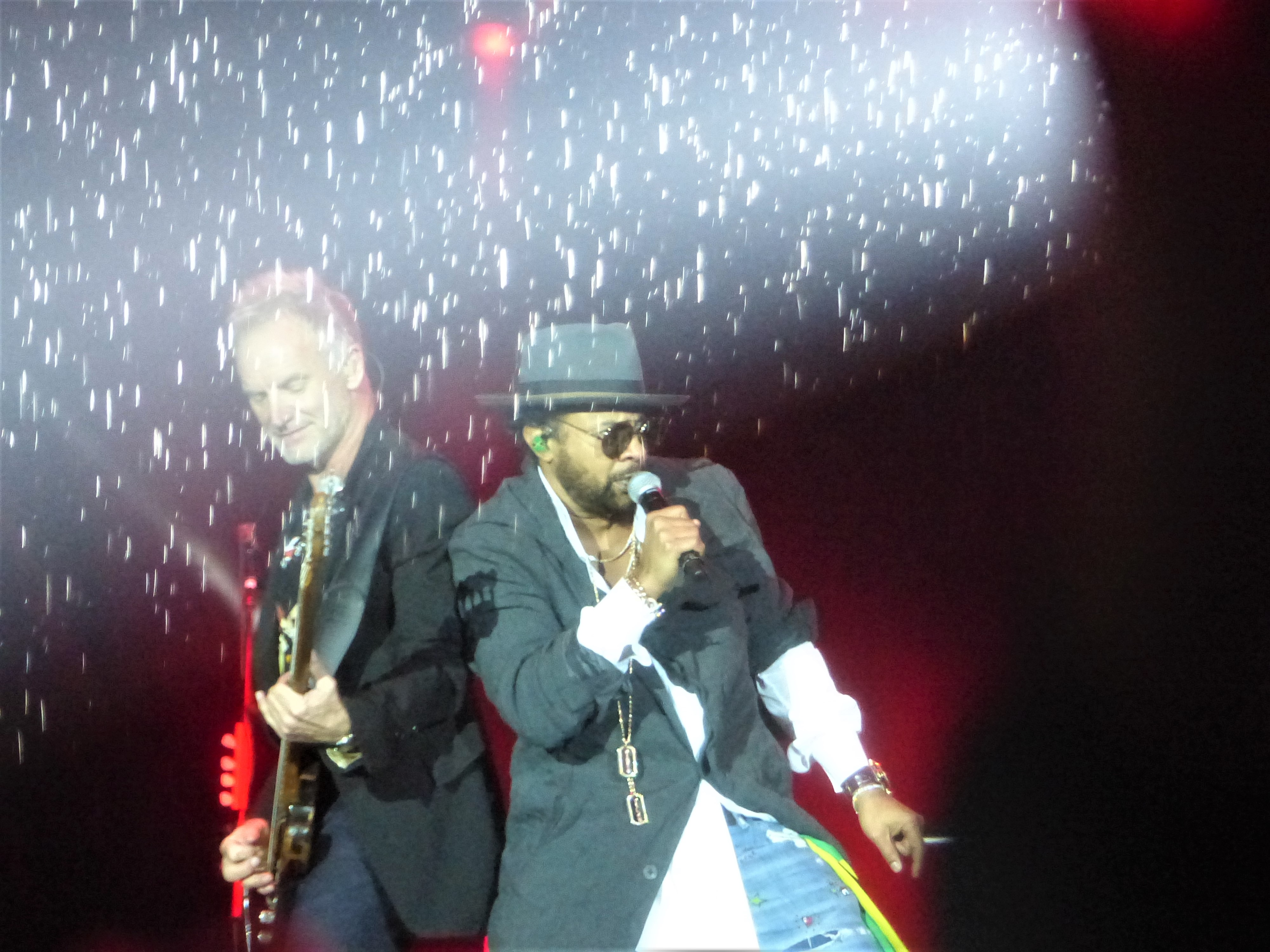
Sting és Shaggy koncertje a Hősök terén

- február 8. – Megjelent az Edda Művek harmincharmadik, dupla nagylemeze Dalok a testnek, dalok a léleknek címmel.
- február 24. – Az AWS és a Viszlát nyár című dal nyeri az Eurovíziós Dalfesztivál magyarországi előválogatóját, A Dalt.[184]
- május 12. – A 63. Eurovíziós Dalfesztivált – az Izrael színeiben induló – Netta nyeri a Toy című dalával. (Második helyen a Ciprust képviselő Eleni Foureira végzett Fuego című dalával, a harmadik helyezést az osztrák Cesár Sampson és a Nobody but You című dala szerezte meg. A magyar induló, az AWS a 21. helyen zárt a fesztivál 26 fős döntőjében.)[185]
- november 24. – Sting és Shaggy koncertje a Hősök terén, Budapesten.
- David Guetta: 7
- Alexandra Stan: Mami
- DJ BoBo: KaleidoLuna
- Jessie J: R.O.S.E. / This Christmas Day
- Craig David: The Time Is Now
- The Black Eyed Peas: Masters of the Sun Vol. 1
- Boyzone: Thank You & Goodnight
- Eminem: Kamikaze
- Edda Művek: Edda Művek. 44 év – a 2018-as Aréna koncert hanganyagának egy része, az azonos című DVD melléklete
- Example: Bangers & Ballads
- Sting: 44/876
- Kylie Minogue: Golden
- Lenny Kravitz: Raise Vibration
- Kanye West: ye
- Justin Timberlake: Man of the Woods
- Lisa Stansfield: Deeper
- Compact Disco: Compact Disco 4.
- The Monkees: Christmas Party
- Shawn Mendes: Shawn Mendes
- Richard Sanderson: How To Be Elegant
- Christina Aguliera: Liberation
- Macy Gray: Ruby
- Ne-Yo: Good Man
- Little Mix: LM5
- Mariah Carey: Caution
- Cher: Dancing Queen
- All Saints: Testament
- Zoltán Erika: Szerelemre születtem Acoustic
- Twice: BDZ
- Toni Braxton: Sex & Cigarettes
- Snoop Dogg: Bible of Love
- Kim Wilde: Here Come the Aliens
- Vanessa Paradis: Les Sources
- Rúzsa Magdolna: Aduász

### 2018 a kriminalisztikában
- május 18. – Sólyi gyerekgyilkosság
- szeptember 7. – A rendőrség azonosítja a 2013-as soroksári gyilkosság feltételezett elkövetőjét, a 40 éves, ekkor börtönbüntetését töltő hajléktalan férfit, Rakovec Szilvesztert.

## Halálozások 2018-ban
- január 5. – John Young, amerikai űrhajós (* 1930)
- január 7. – France Gall, francia énekesnő (* 1947)
- január 8. – Tőkéczki László, Széchenyi-díjas magyar történész (* 1951)
- január 9. – Odvar Nordli, Norvégia 21. miniszterelnöke (* 1927)
- január 15. – Dolores O’Riordan, ír zenész, dalszerző, a The Cranberries együttes énekesnője (* 1971)
- február 3. – Palotai Károly, olimpiai bajnok magyar labdarúgó, nemzetközi játékvezető, ellenőr és sportvezető (* 1935)
- február 4. – Barsiné Pataky Etelka, magyar építőmérnök, politikus, a Magyar Mérnöki Kamara elnöke (* 1941)
- február 9.
  - Hevesi István, olimpiai bajnok magyar vízilabdázó (1956), úszó, edző (* 1931)
  - Jóhann Jóhannsson, Golden Globe-díjas izlandi zeneszerző (* 1969)
- február 13. – Zalaváry Lajos, Kossuth-díjas magyar építész, a nemzet művésze (* 1923)
- február 14. – Kallós Zoltán, kétszeres Kossuth-díjas néprajzkutató, népzenegyűjtő, a nemzet művésze (* 1926)
- február 21. – Billy Graham, amerikai prédikátor (* 1918)
- február 22.
  - Lázár Bence, magyar labdarúgó (* 1991)
  - Tahi Tóth László, Kossuth- és Jászai Mari-díjas magyar színművész (* 1944)
- március 4. – Davide Astori, olasz válogatott labdarúgó (* 1987)
- március 14. – Stephen Hawking, angol elméleti fizikus (* 1942)
- március 26. – Demján Sándor, magyar üzletember, vállalkozó (* 1943)
- április 12. – Babos Gyula, Liszt Ferenc-díjas magyar dzsessz-gitáros (* 1949)
- április 13. – Miloš Forman, Oscar-díjas cseh-amerikai filmrendező, színész és forgatókönyvíró (* 1932)
- április 20. – Avicii, svéd zenei producer és lemezlovas (* 1989)
- április 23. – Magyari Béla, magyar űrhajós, a Szojuz–36 űrhajó tartalékszemélyzetének tagja. (* 1949)
- április 25. – Szervátiusz Tibor, Kossuth-díjas magyar szobrászművész, a nemzet művésze (* 1930)
- május 14. – Tom Wolfe, amerikai író, újságíró (* 1930)
- május 22. – Philip Roth, amerikai író (* 1933)
- május 26. – Alan Bean, amerikai űrhajós (* 1932)
- május 28. – Yves de Daruvar magyar származású francia katonatiszt, köztisztviselő, a francia ellenállás közismert alakja (* 1921)
- június 8. – Lévai Mária magyar hárfaművész (* 1969)
- június 11. – Lovas István, magyar publicista, politológus, fordító (* 1945)
- június 13. – Paudits Béla, Jászai Mari-díjas magyar színész (* 1949)
- június 18. – XXXTentacion, amerikai rapper (* 1998)
- június 20. – Kányádi Sándor, Kossuth-díjas magyar költő, a nemzet művésze (* 1929)
- június 22. – Nyers Rezső, magyar közgazdász, politikus, az MSZP első elnöke (* 1923)
- július 3. – Aczél Endre, magyar újságíró, műsorvezető (* 1944)
- július 25. – Szepesi György, magyar sportriporter, újságíró, sportvezető (* 1922)
- július 30. – Orbán József, magyar zenész, a 100 Folk Celsius frontembere (* 1948)
- augusztus 10. – Fábián László, olimpiai bajnok magyar kajakozó (* 1936)
- augusztus 11. – Kerényi Imre, Kossuth-díjas magyar rendező, miniszterelnöki biztos (* 1943)
- augusztus 16. – Aretha Franklin, tizennyolcszoros Grammy-díjas amerikai énekesnő-dalszerző (* 1942)
- augusztus 18. – Kofi Annan, Nobel-békedíjas ghánai diplomata, az ENSZ főtitkára (1997–2006) (* 1938)
- augusztus 22. – Székhelyi József, Jászai Mari-díjas magyar színész, rendező (* 1946)
- augusztus 25. – John McCain, amerikai politikus, szenátor 2008-as amerikai elnökválasztás republikánus elnökjelöltje (* 1936)
- szeptember 6. – Burt Reynolds, Emmy-díjas amerikai színész (* 1936)
- szeptember 19. – Kulcsár Győző, négyszeres olimpiai bajnok magyar vívó, edző, a nemzet sportolója (* 1940)
- október 1. – Charles Aznavour, örmény származású francia sanzonénekes (* 1924)
- október 6. – Montserrat Caballé, katalán opera-énekesnő (* 1933)
- november 3. – Sondra Locke, amerikai színésznő (* 1944)
- november 12. – Stan Lee, amerikai író, szerkesztő, a Marvel Comics egykori elnöke (* 1922)
- november 26. – Bernardo Bertolucci, Oscar-díjas olasz filmrendező, forgatókönyvíró (* 1941)
- november 30. – George H. W. Bush, az Amerikai Egyesült Államok 41. elnöke (* 1924)
- december 12. – Kósa Ferenc, Kossuth-díjas magyar filmrendező, politikus (* 1937)
- december 17. – Penny Marshall, amerikai színésznő, filmrendező, producer (* 1943)
- december 18. – Grendel Lajos, Kossuth-díjas szlovákiai magyar író, kritikus (* 1948)
- december 31. – Várkonyi Tibor, újságíró, író, szerkesztő (* 1924)

## Nobel-díjak és Nobel-díjasok
| Béke                        | Denis Mukwege nőgyógyász (Kongói Demokratikus Köztársaság) és Nadiye Murad (Irak)                                           | „a háborús helyzetekben elkövetett szexuális erőszak elleni erőfeszítéseikért” / „for their efforts to end the use of sexual violence as a weapon of war and armed conflict”. |
| Fizikai                     | Arthur Ashkin amerikai, Gérard Mourou francia és Donna Strickland kanadai fizikusok                                         | Arthur Ashkin részéről „az optikai csipeszek megalkotásáért és az eszközök biológiai rendszerekben való alkalmazásáért” / „for groundbreaking inventions in the field of laser physics”, valamint Gérard Mourou és Donna Strickland részéről „a nagy intenzitású, ultrarövid lézerimpulzusok létrehozásának kidolgozásáért” / „for the optical tweezers and their application to biological systems”. |
| Kémiai                      | Frances H. Arnold és George P. Smith (Amerikai Egyesült Államok), valamint Gregory P. Winter (Egyesült Királyság) kémikusok | Frances H. Arnold részéről „az enzimek irányított evolúciójáért” / „for the directed evolution of enzymes”, valamint George P. Smith és Gregory P. Winter részéről „a peptidek és antitestek fág-bemutatásáért” / „for the phage display of peptides and antibodies”. |
| Orvosi-élettani             | James P. Allison (USA) és Hondzso Taszuku Japán                                                                             | „a rák elleni modern immunterápia kifejlesztéséért” / „for their discovery of cancer therapy by inhibition of negative immune regulation.” |
| Irodalmi                    | Olga Tokarczuk (Lengyelország) (2018-ban nem osztották ki; 2019-ben két díjat adtak.)                                       | "mindent felölelő szenvedéllyel ábrázolja a határok átlépését mint életformát” |
| Közgazdasági Nobel-emlékdíj | William Nordhaus és Paul Romer amerikai közgazdászok                                                                        | William D. Nordhaus részéről „a klímaváltozás globális gazdasági hatásait vizsgáló munkájáért”, / „for integrating climate change into long-run macroeconomic analysis”, és Paul M. Romer részéről „az endogén növekedéselmélettel kapcsolatos munkájáért” / „for integrating technological innovations into long-run macroeconomic analysis”.                                                        |

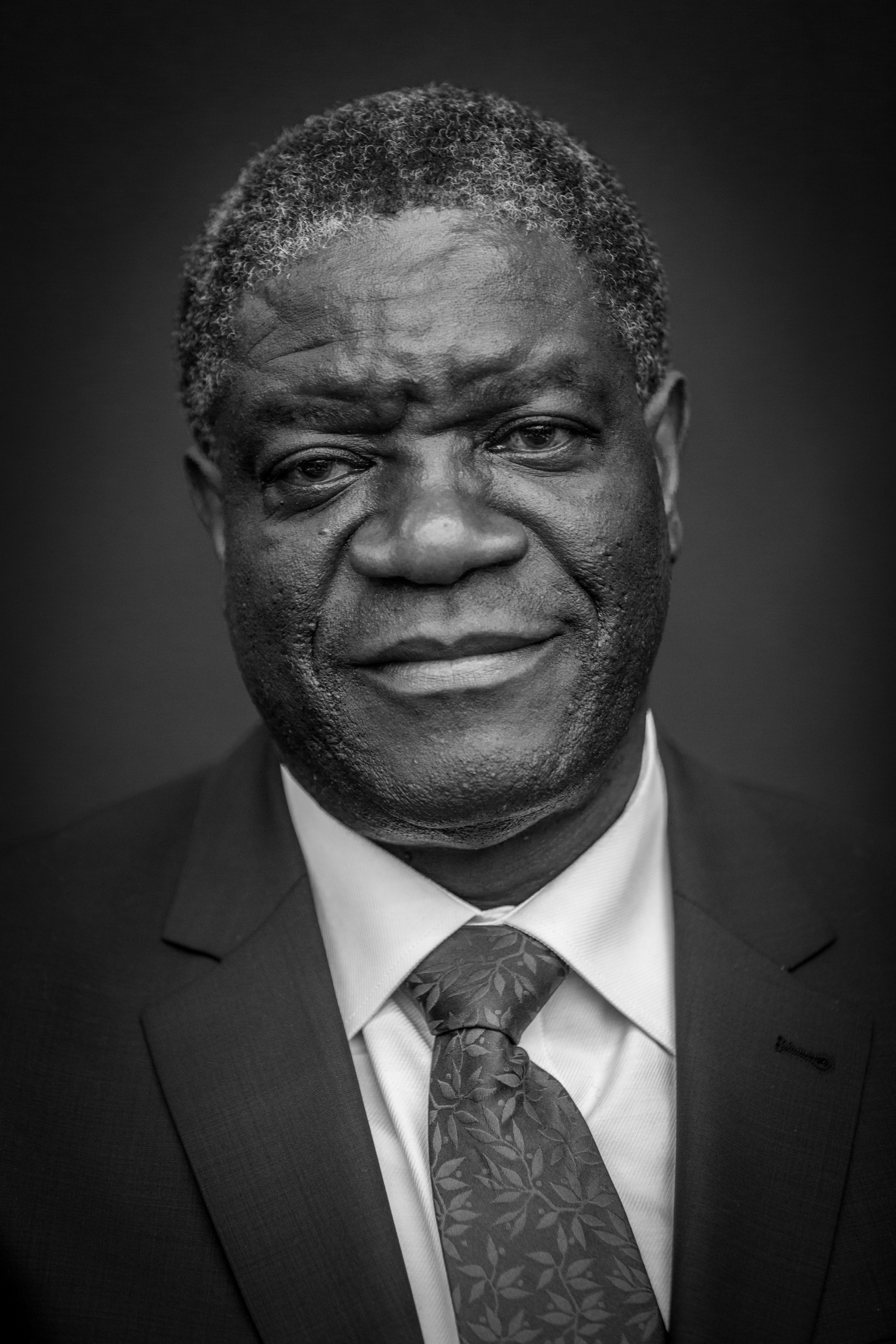
Denis Mukwege
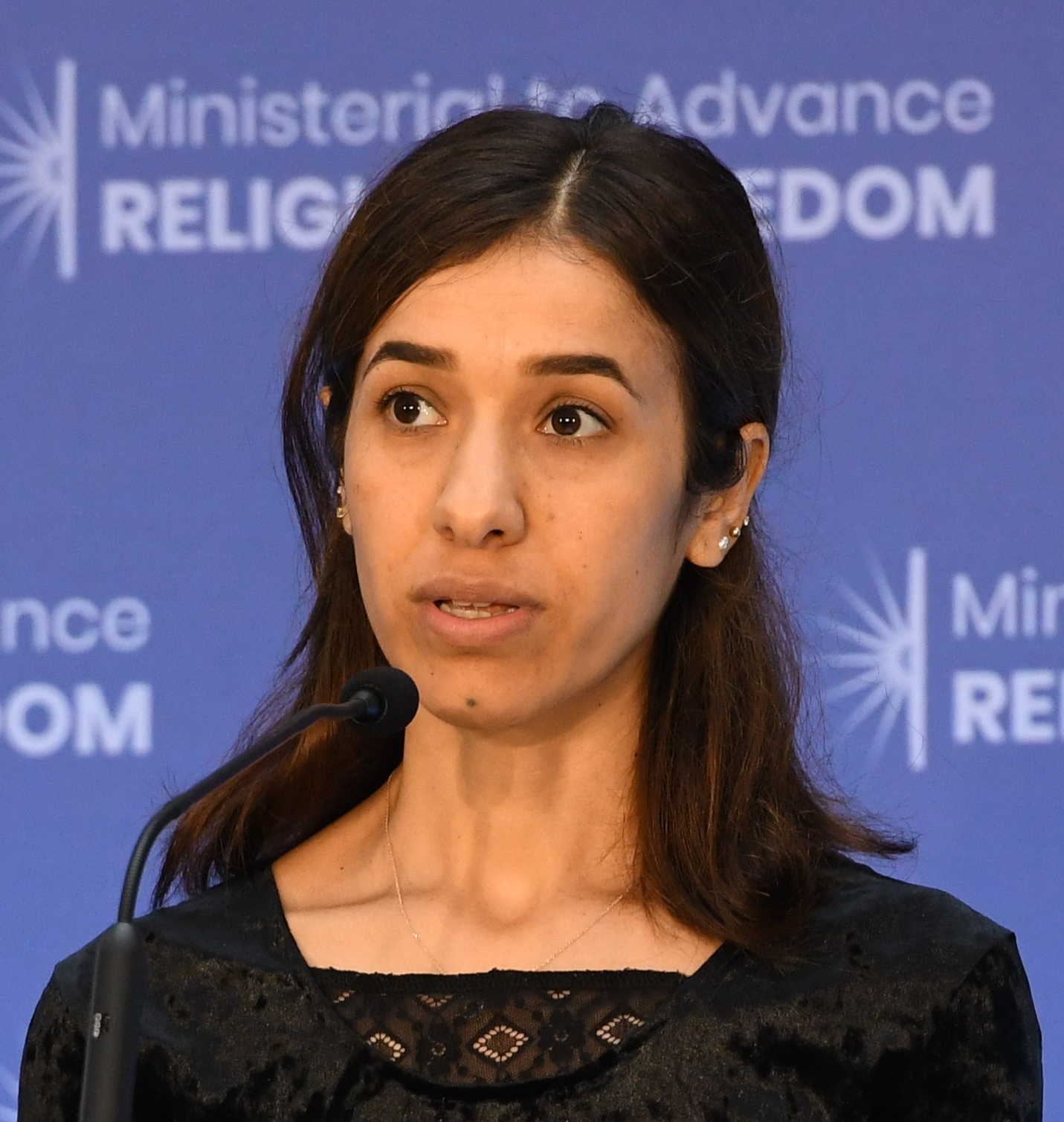
Nadia Murad
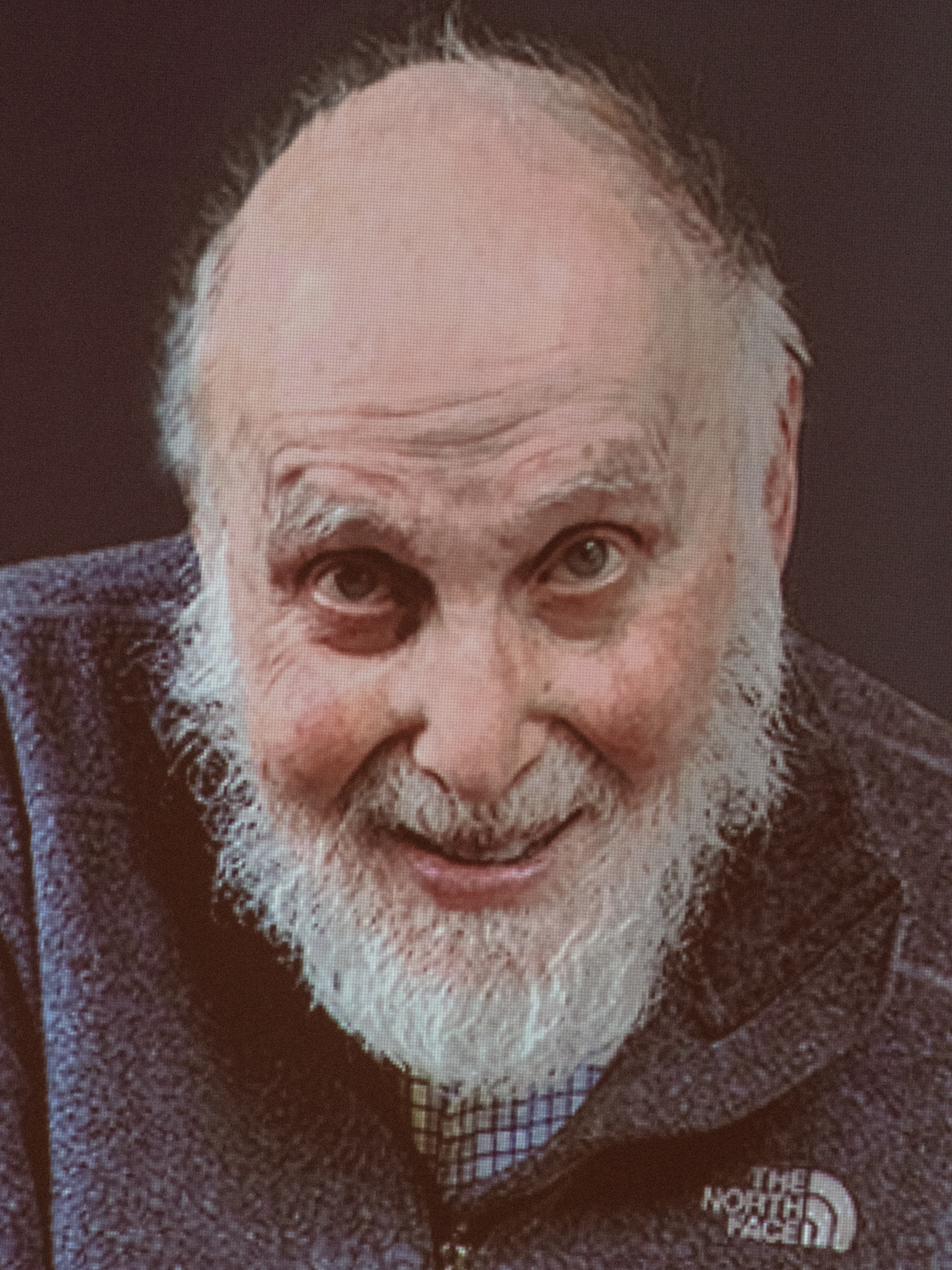
Arthur Ashkin
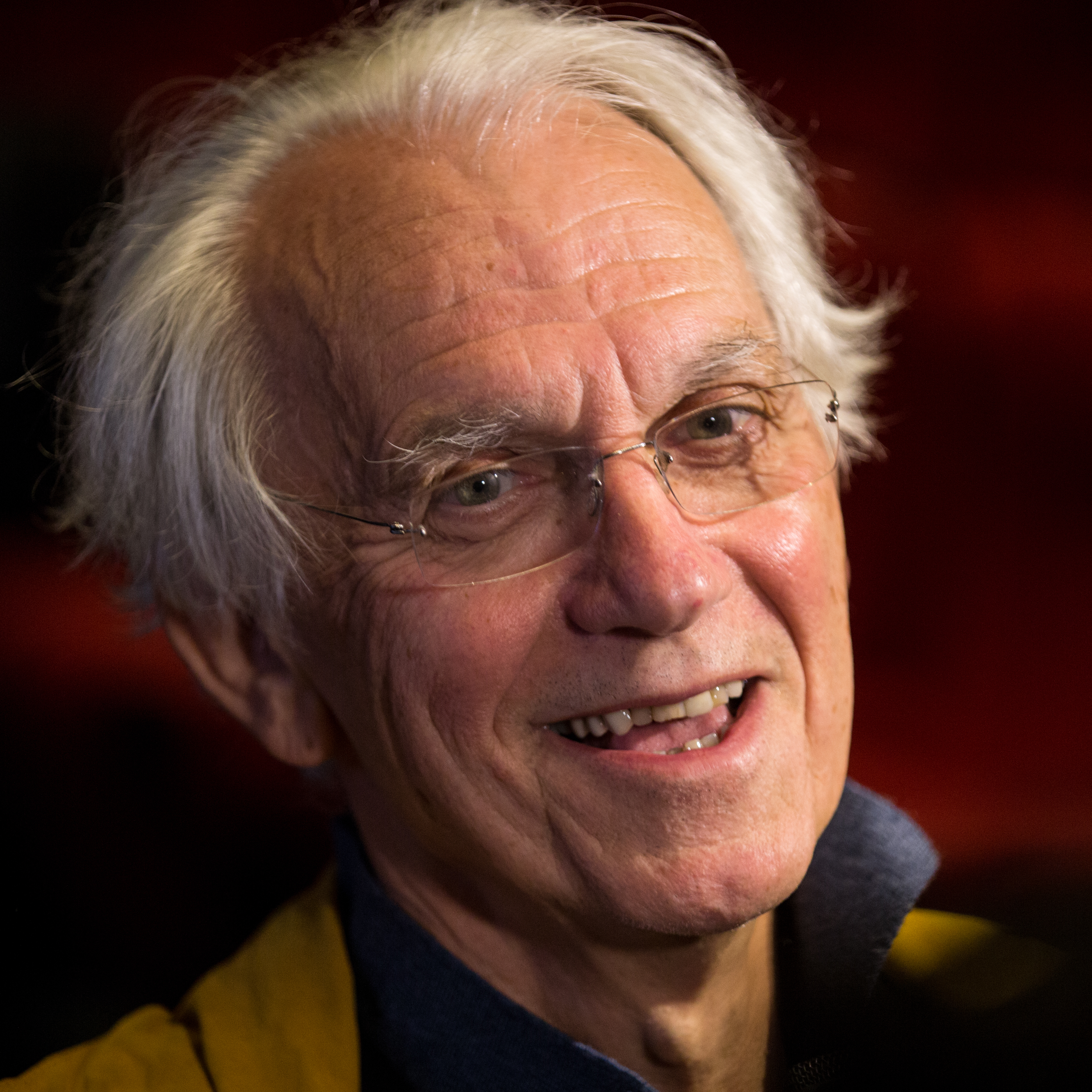
Gérard Mourou
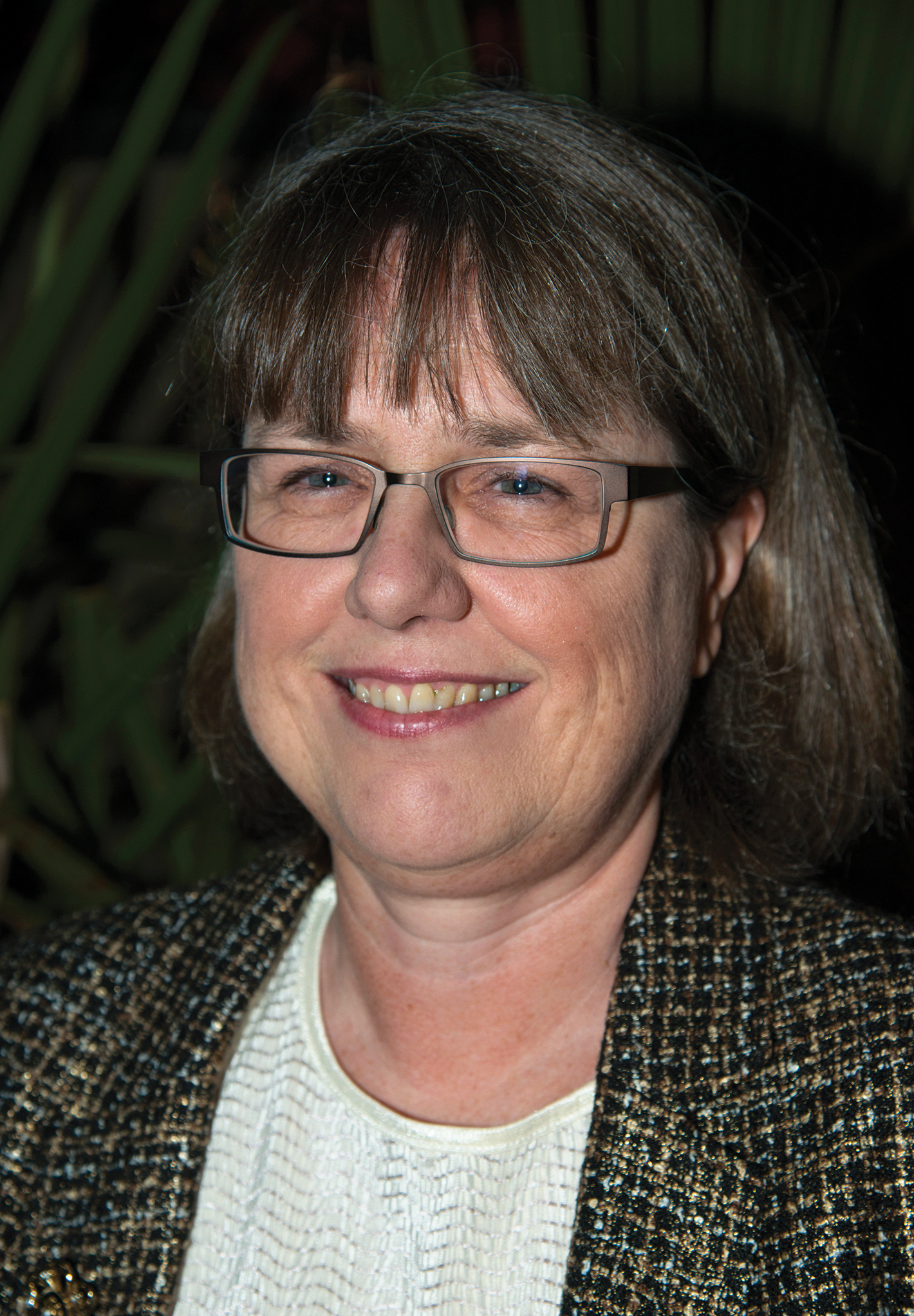
Donna Strickland
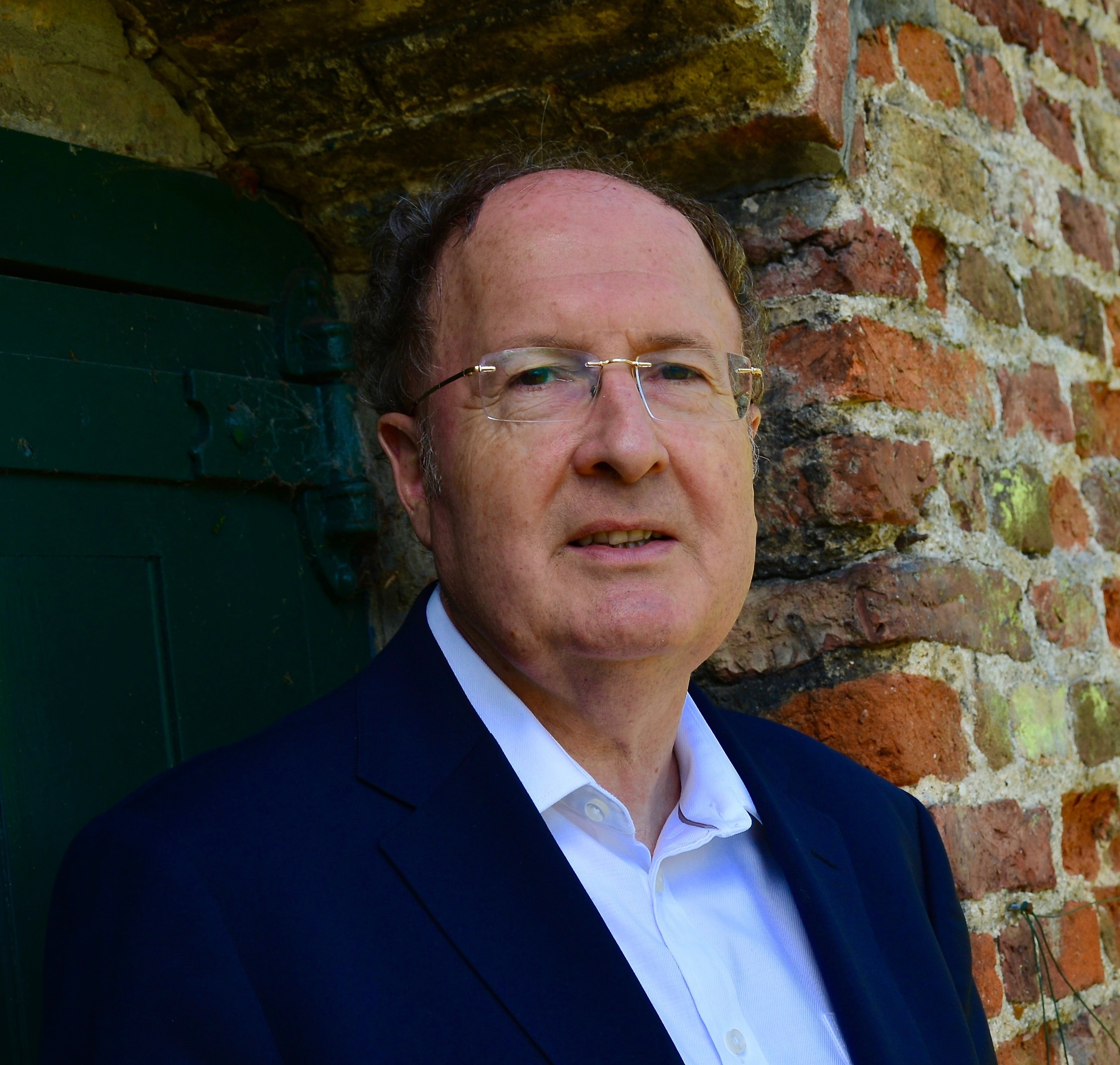
Gregory Winter
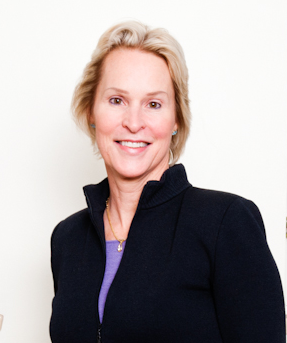
Frances Arnold
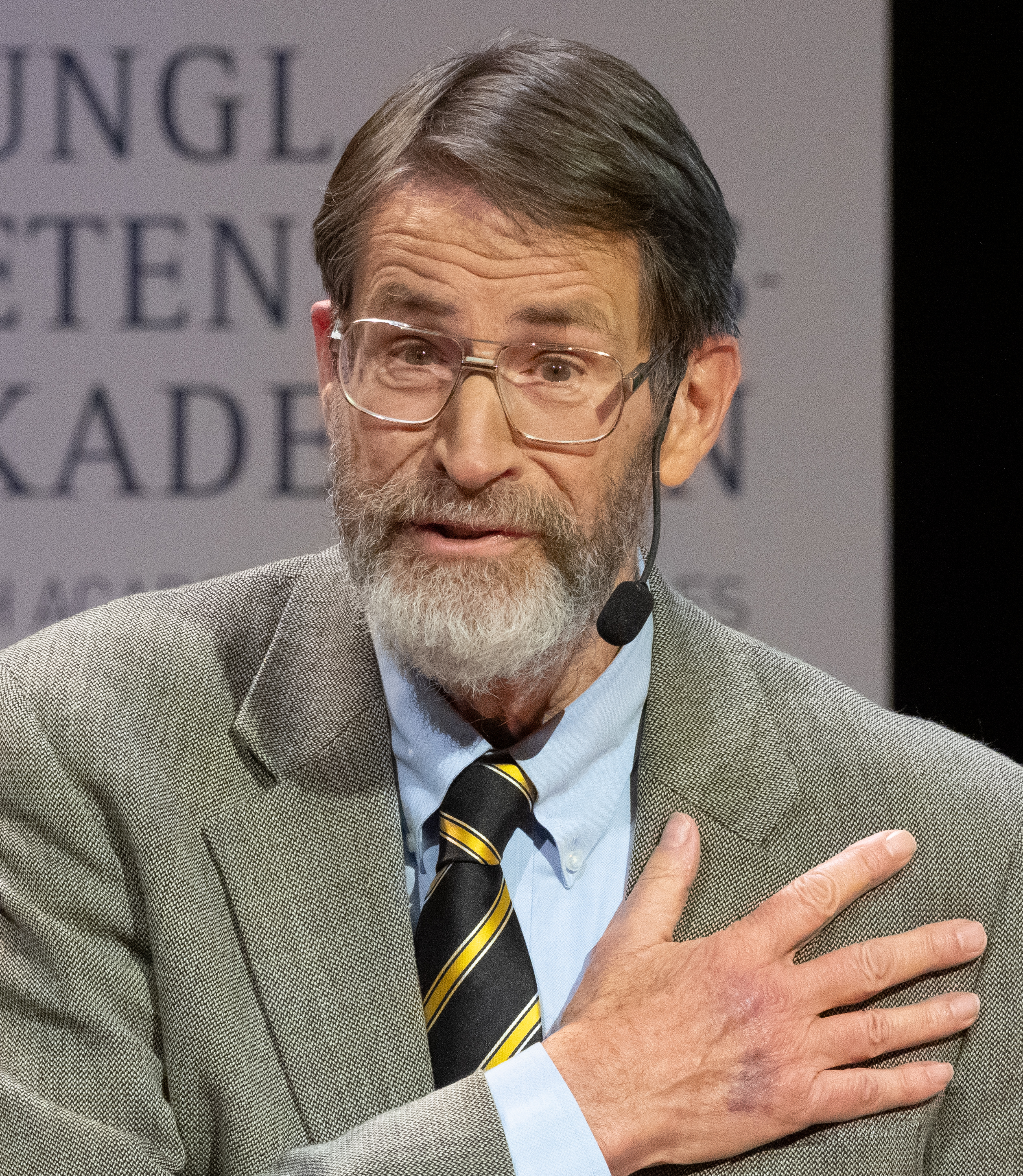
George Smith
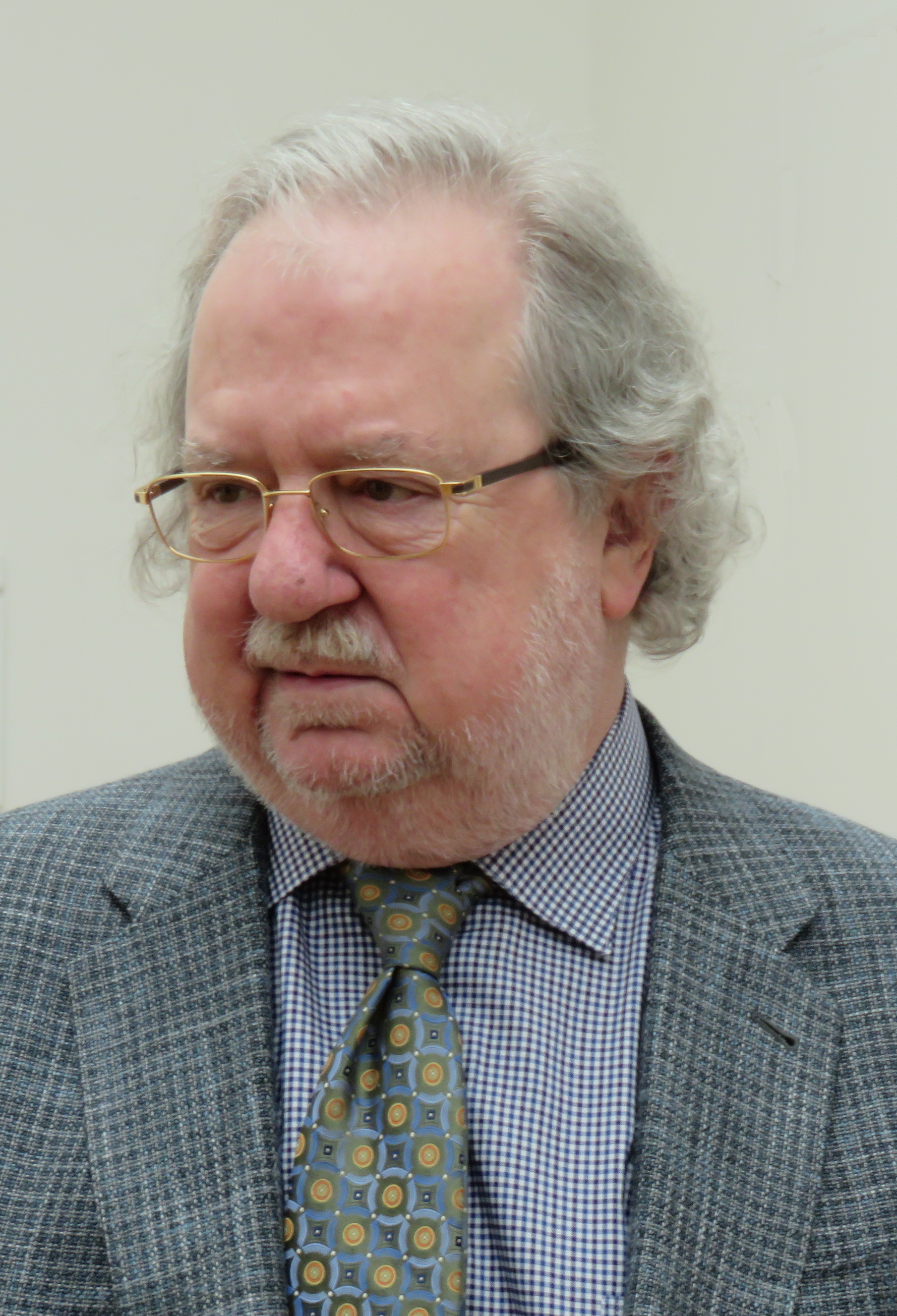
James P. Allison
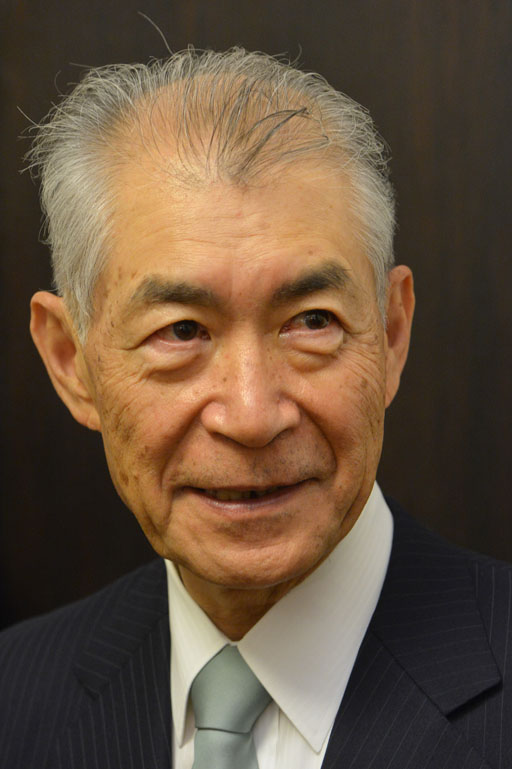
Tasuku Honjo
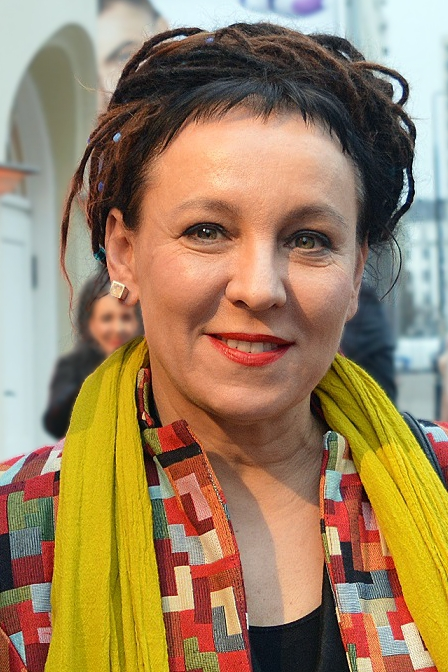
Olga Tokarczuk
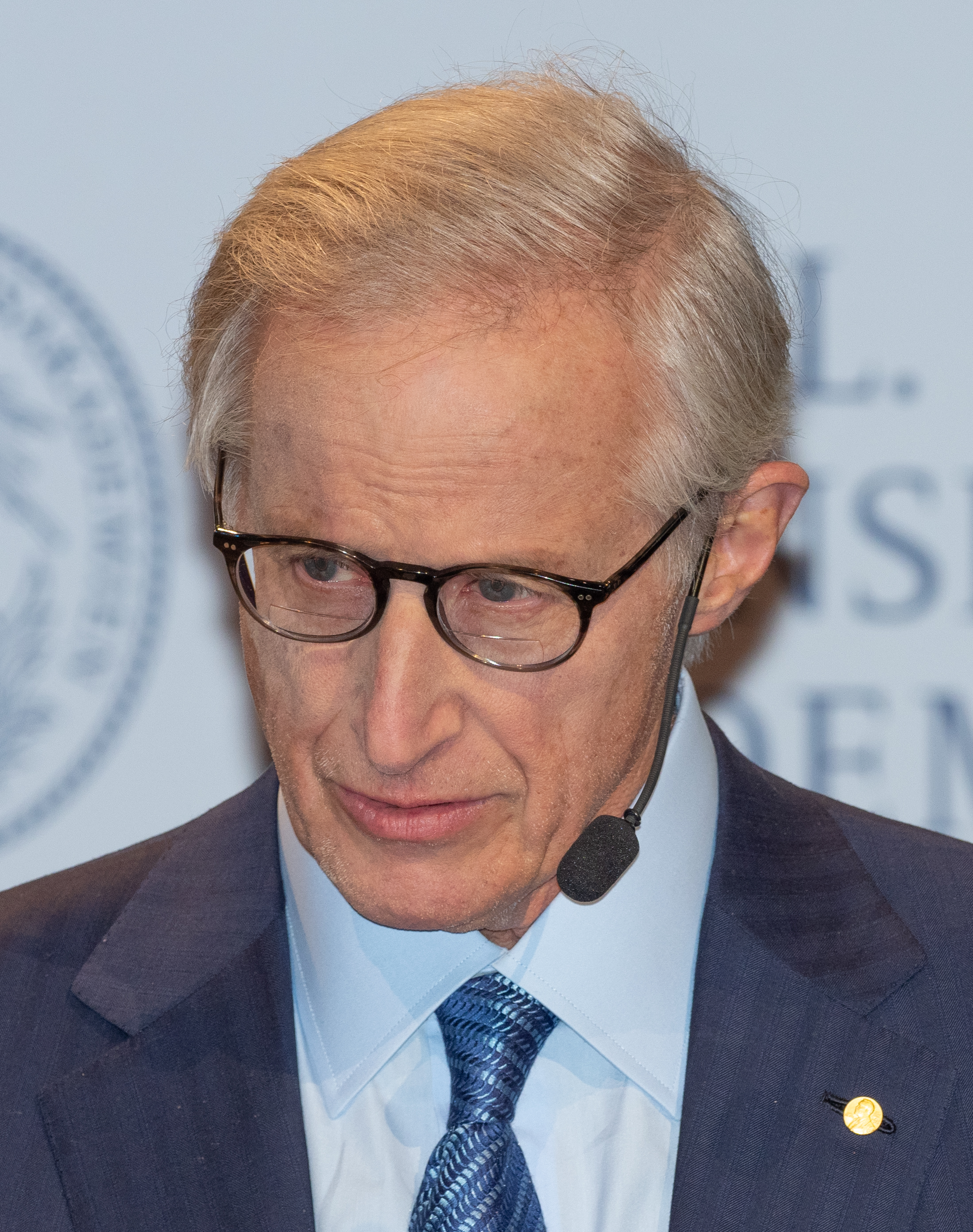
William Nordhaus
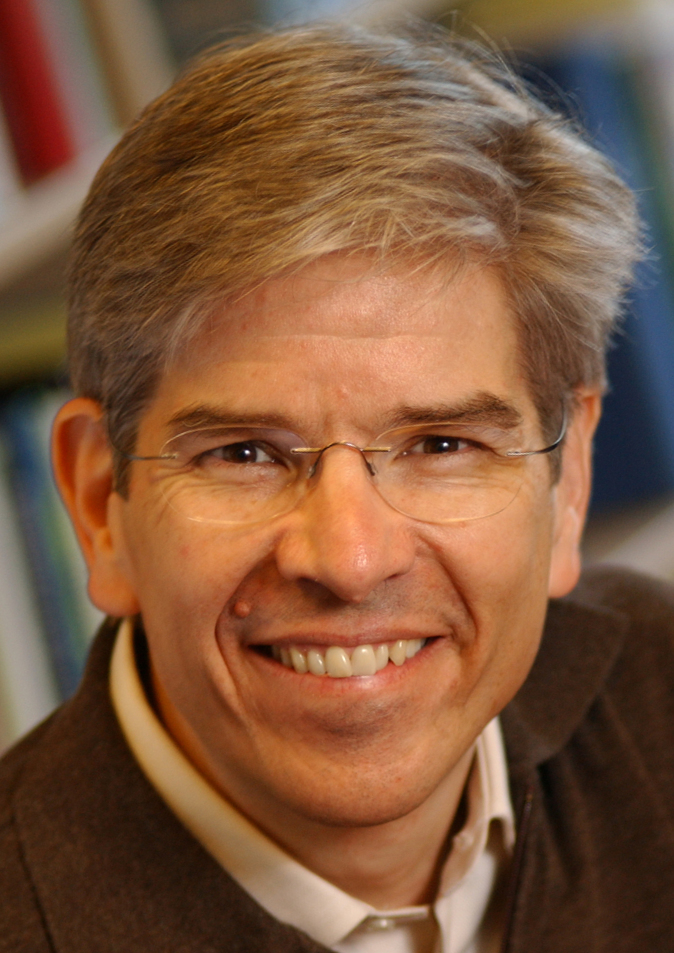
Paul Romer